# プランバナン寺院群
座標: 南緯7度45分8秒 東経110度29分30秒 / 南緯7.75222度 東経110.49167度
プランバナン寺院群（プランバナンじいんぐん、英: Prambanan Temple Compounds）は、インドネシアのジャワ島中部にある9世紀のヒンドゥー教寺院のプランバナン寺院（チャンディ・プランバナン、ジャワ語: ꦕꦤ꧀ꦝꦶꦥꦿꦩ꧀ꦧꦤꦤ꧀, Candhi Prambanan、尼: Candi Prambanan）、別名ロロ・ジョングラン寺院（チャンディ・ロロ・ジョングラン、ジャワ語: ꦫꦫꦗꦺꦴꦁꦒꦿꦁ、尼: Candi Roro Jonggrang〈Candi Rara Jonggrang〉）を中心とした遺跡群である。地区名であるプランバナンは、ジョグジャカルタ特別州の州都ジョグジャカルタ市の東約17キロメートル (11mi) の中部ジャワ州との境界に位置する。
ヒンドゥー教寺院と仏教寺院からなるプランバナン寺院群は、国際連合教育科学文化機関（ユネスコ、UNESCO）の世界遺産（文化遺産）に登録されており、これらの寺院遺跡はジャワ語およびインドネシア語でチャンディ（ジャワ語:  Candhi 、尼: Candi）として知られる。その中心となるプランバナン寺院はインドネシア最大のヒンドゥー教寺院である。
プランバナン寺院は、創造神ブラフマー、維持神ヴィシュヌ、破壊神シヴァの三大神を三神一体とするトリムルティ（Trimurti〈トリムールティ、梵: Trimūrti〉）に捧げられ、ヒンドゥー教建築における高いピラミッド状の尖塔と各祠堂による一大複合体のなかにそびえ立つ、高さ47メートル (154ft) の中央の祠堂建築により特徴づけられる。

## プランバナン寺院

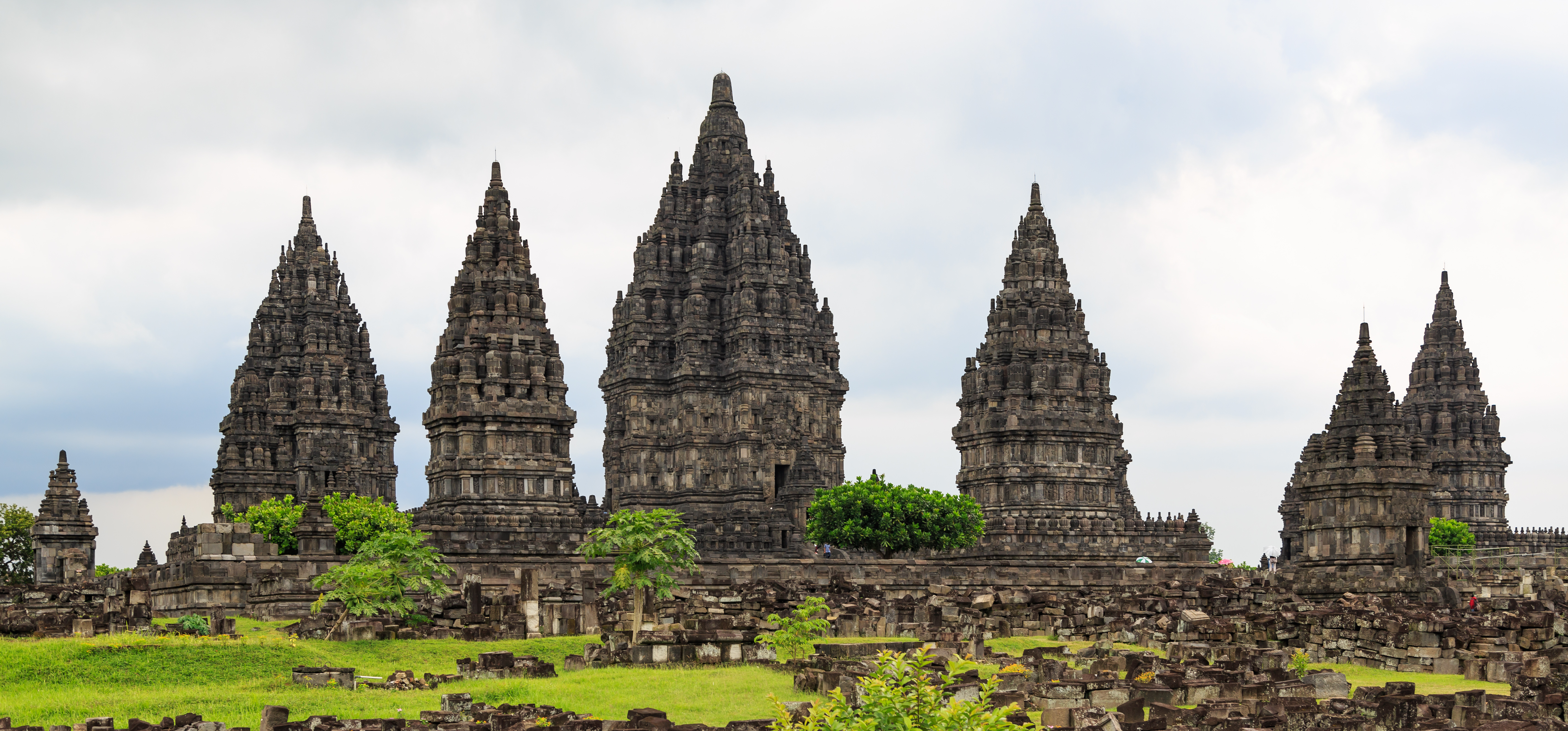
プランバナン寺院（チャンディ・ロロ・ジョングラン）

寺院群のなかで中心的構造物であるプランバナン寺院は、古マタラム王国（サンジャヤ王統、8-10世紀初頭）の時代に建立された。その後、16世紀の大地震で多くが崩壊し、その存在はほとんど忘れ去られていたが、再発見の後、19世紀には発掘が始まり、20世紀になると遺跡の修復作業が開始された。このプランバナン寺院はインドネシア最大級であり、仏教遺跡のボロブドゥール寺院とともにジャワ建築の最高作の1つとされる。

### 歴史

#### 創建

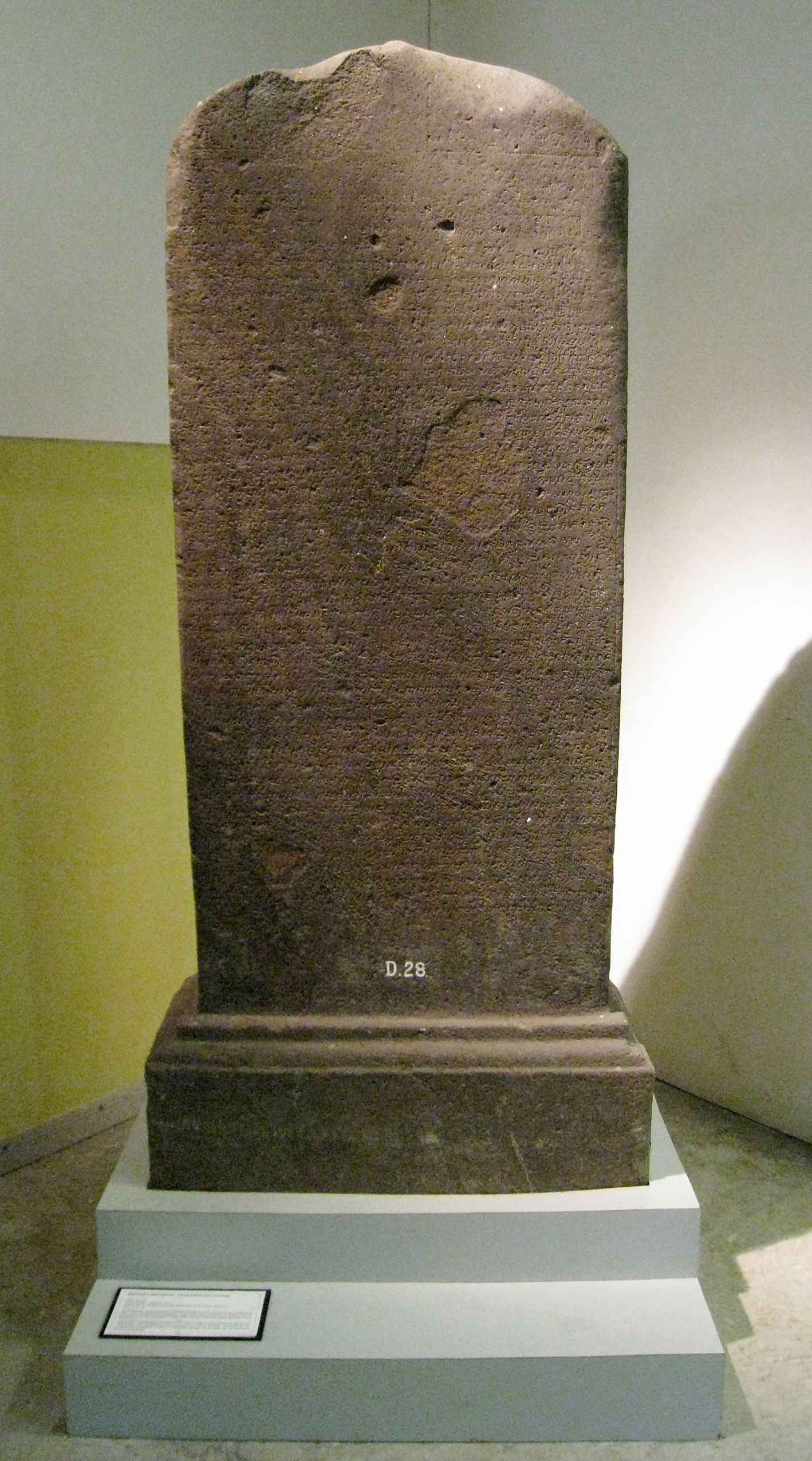
シワグルハ碑文（西暦856年）

プランバナン寺院は、古代ジャワ最大のヒンドゥー教寺院であるが、創建の年代については諸説あり一定していない。その着工は8世紀末までさかのぼるとする説があり、この説によれば、プランバナン寺院は大乗仏教を奉ずるシャイレーンドラ朝のボロブドゥール寺院や地理的にプランバナン寺院に近いセウ寺院（チャンディ・セウ、尼: Candi Sewu）と同時期に、ヒンドゥー教を奉ずるサンジャヤ王統により造営されたことになり、ボロブドゥールと年代的に並行関係が成立する。後の時代とするものとしては、プランバナン寺院を完成したとされる王バリトゥン（898-910年頃）または王ダクサ（913-915年頃）によって造営が開始されたという旧説がある。
碑文によれば当初の建造物は9世紀中頃に完成したとされている。これはシャイレーンドラ朝のサマラトゥンガ王の王女プラモーダワルダニー（スリ・プラモダワルダニ〈Sri Pramodhawardhani〉〉、別名ラクリヤン・サンジワナ〈Rjakriyan Sanjiwana〉）と婚姻関係を結んだサンジャヤ王統の王ラカイ・ピカタン（842年頃-856年）により着工が始まったとする年代にあたる。この説によれば、835-856年がその創建年代となる。
刻文史料の解釈により、おそらくサンジャヤ王統は第2代王ラカイ・パナンカラン（760-780年頃）の時代より、仏教のシャイレーンドラ朝の支配のもとにあったが、第6代王ピカタンの時代に中部ジャワの支配権を回復したとされる。これによれば、巨大なヒンドゥー教寺院の建設は、マタラム王統がシャイレーンドラ朝勢力から自立したことを象徴する記念物の意味を有することとなる。
西暦856年のシワグルハ碑文（尼: Prasasti Siwagrha）によると、この寺院はシヴァ（シワ、尼: Siwa）に捧げられ、当初はシワグルハ（尼: Siwagrha、梵: Shiva-grha、「シヴァの家」）またはシワラヤ（尼: Siwalaya、梵: Shiva-laya、「シヴァの地」）と称された。この碑文によれば、プランバナン寺院付近の川の流路を変える工事が、寺院の建設のうちに着手された。オパック川として知られるこの川は、今日、プランバナン寺院の西側を南北に流れるが、かつての川は、より東の寺苑内を流れていたものと考えられる。この造成において、プランバナン寺院の外壁の南北軸に流れる川はせき止められ、かつての川の流路は寺院拡張による広い敷地を設けるために埋め慣らされて、後に小祠堂のプルワラ（尼: Perwara）が並ぶ寺苑となった。

#### 拡充
プランバナン寺院の主祠堂中央の聖室（ガルバグリハ〈Garbhagriha〉）に安置されるシヴァ像は、王ピカタンの肖像であるとされ、王の遺骨が台座の9メートル下に納められたといわれるほか、像は王バリトゥンをかたどるもので、王の死後、自身を神格化する肖像としての役割を果たしたともされる。
寺苑は、王ダクサやトゥロドン（919-921年頃）など歴代のマタラム王により拡張され、主要な祠堂の周囲に何百基もの小祠堂が追加された。そびえ立つ中央の主祠堂は高さ47メートルであり、広大な周壁に囲まれる240基の構造物からなる寺院複合体において、トリムルティのシヴァ祠堂（チャンディ・シワ、尼: Candi Siwa）は、当時、最も高く壮大なものであった。プランバナン寺院はマタラム王国の王室寺院としての役割を果たし、宗教儀式や供犠のほとんどはここで行われた。王国の最盛期には、寺院の外壁内に何百人ものバラモンが弟子とともに住んでいたと推定されている。
古マタラム王国の都の位置は不明であるが、都の中心地およびマタラムの王宮（クラトン）は、およそケウ平原（プランバナン平野）辺りであったと考えられており、平野部に突き出たラトゥボコ（尼: Ratu Boko〈Ratu Baka〉）の丘に残るボコ遺跡（尼: Candi Boko）が、9世紀後半頃の王宮の跡であるとされる。

#### 荒廃

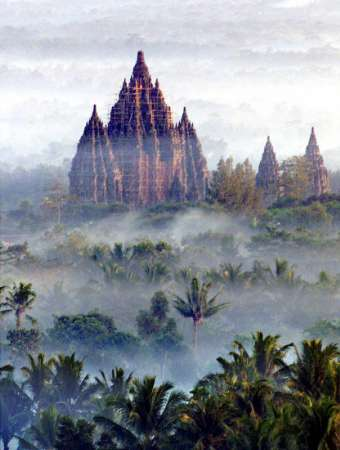
朝霧のプランバナン寺院（1870年）

10世紀前半の928-929年頃に、都はイーシャーナ王朝（クディリ朝）を創設したムプ・シンドク（929-948年頃）により東ジャワに移された。その遷都の理由には諸説あるが、中部ジャワのプランバナンの北に位置するムラピ山の噴火や宗教的対立などにより東遷におよんだものと考えられている。それによりプランバナン寺院群の衰退がもたらされ、寺院はやがて見捨てられ荒廃していった。
寺院群は1600年頃（1549年）の大地震により崩壊した。寺院はもはや崇拝における中心的要地ではなかったが、一帯に点在する遺構がなおも認められ、後世の地元のジャワ人に知られていた。その遺構や彫像は、ロロ・ジョングラン伝説の主題や発想の源となった。周囲のジャワの村民は、正式に再発見される以前より寺院の遺構について知っていたが、それらがいつの王朝の支配期のものか、いずれの王がその記念碑的建造を命じたかなどの歴史的背景については認識していなかった。それにより地元の住人は、大男と呪われた王女の神話を取り入れて、寺院の由緒を説く物語や伝説を創作し、プランバナン寺院およびセウ寺院に見事な由緒を与えた。その王女ロロ・ジョングラン（「痩身の処女」の意）の伝説によると、これらの寺院はバンドゥン・ボンドウォソ (Bandung Bondowoso) のもと、多くの精霊により一夜のうちに建造されたといわれる。

#### 再発見

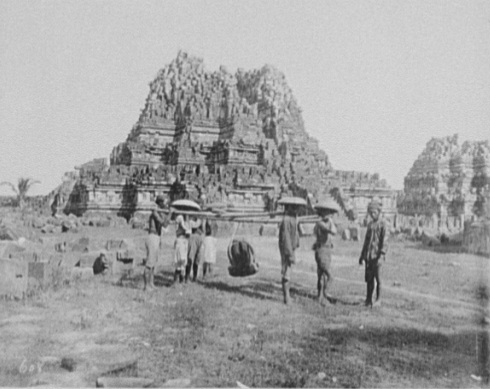
再発見されたプランバナン寺院の遺構（1895年）

プランバナン寺院の存在は、1733年、オランダ東インド会社（オランダ語: Verenigde Oost-Indische Compagnie、略称: VOC）のロンス (Cornelius Antonie Lons) により初めて報告された。1755年のマタラム王国（新マタラム王国）分割の後、寺院の遺構とオパック川は、ジョグジャカルタとスラカルタ（ソロ）の王家の境域を画定するために用いられ、ジョグジャカルタと中部ジャワ間の現在の境界として選定された。
プランバナン寺院は、19世紀初頭に国際的に注目されるようになった。1811年、短いオランダ領東インドのイギリスの占領時代に、スタンフォード・ラッフルズのもと、調査員であったコリン・マッケンジーがたまたま寺院に行き当たった。次いでラッフルズは遺跡の全面調査を命じている。その後、ラッフルズは、『ジャワ誌』（“The History of Java”、1817年）において、「それらは石材が崩れた塊からなる大きな塚のように見え、多量のさまざまの種類の樹木や草で覆われている。現在の荒廃した状態において、これらの尊い建物の正確な計画図あるいはもとの配置とか大きさ、また数や形を得ることは非常に困難である」と記している。
それらは数十年にわたって放置されたままであった。オランダ人居住者は装飾品として彫刻を持ち去り、また土地の住人らは建設資材にその礎石を使用していた。1885年よりアイゼルマン (Jan Willem IJzerman) が考古学的調査を開始したが、その緩慢な発掘により略奪を容易にした。

#### 修復

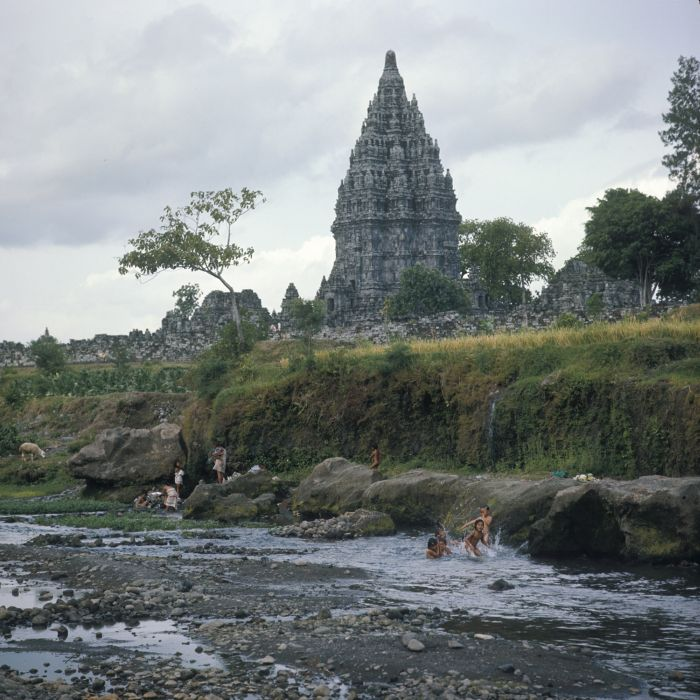
オパック川とシヴァ祠堂修復後のプランバナン寺院（1971年）

20世紀になって、ファン・エルプやドゥ・ハーン (De Haan) らによる研究がなされた。1918年にオランダ植民地政府はシヴァ祠堂の修復に着手し、1930年には相応の修復が開始され、1937年よりオランダ領東インド考古局のもとで着工された本格的な修復工事は、その後、大東亜戦争による1943-1945年の日本の軍政期を経て継続された。中央のシヴァ祠堂の修復は、インドネシアが独立し、スカルノ大統領就任後の1953年になって完成した。もとの石積みの多くは盗まれ、遠方の建築地で再利用されていたことから、修復はかなり妨げられた。インドネシア政府は寺院複合体の規模を考慮し、もとの石積みの少なくとも75パーセントが利用できる場合のみ寺院遺跡を再構するという決定をした。
政府により、1977-1987年にブラフマー祠堂（チャンディ・ブラフマ〈ブラーマ〉、尼: Candi Brahma）が修復され、1982-1991年にヴィシュヌ祠堂（チャンディ・ウィスヌ、尼: Candi Wishnu）が修復された。その後、1991-1993年にかけて、ヴァーハナ（尼: Wahana）のナンディ祠堂（チャンディ・ナンディ、尼: Candi Nandi）、ガルーダ祠堂（チャンディ・ガルーダ、尼: Candi Garuda〈チャンディ・A〉）、ハンサ祠堂（チャンディ・ハンサ、尼: Candi Hamsa〈チャンディ・B〉）が修復された。修復の取り組みは今日もなお続いている。しかし、現在もほとんどの小祠堂はそれらの基礎が認められるのみである。
1990年代初頭、政府は寺院の近くにできた市場を移転させ、遺跡公園として周囲の村落や水田を再開発した。公園は、南の幹線道路（ジョグジャカルタ-ソロ〈スラカンタ〉）からプランバナン寺院複合体の全体、ルンブン寺院（チャンディ・ルンブン、尼: Candi Lumbung）やブブラ寺院（チャンディ・ブブラ、尼: Candi Bubrah）の遺跡、さらに北側のセウ寺院を取り囲む広い地域におよんでいる。そして1991年、プランバナン寺院群として国際連合教育科学文化機関（ユネスコ）の世界遺産に登録された。1992年にインドネシア政府は「ボロブドゥール・プランバナン・ラトゥボコ遺跡観光公園有限会社」（“PT Taman Wisata Candi Borobudur, Prambanan, dan Ratu Boko”）という国有有限責任企業 (ペルセロ、Persero) を設立した。この事業体は、インドネシアにおいて人気の高い観光名所であるボロブドゥール、プランバナン、ラトゥボコとその周辺地域の公園を管理する機関である。

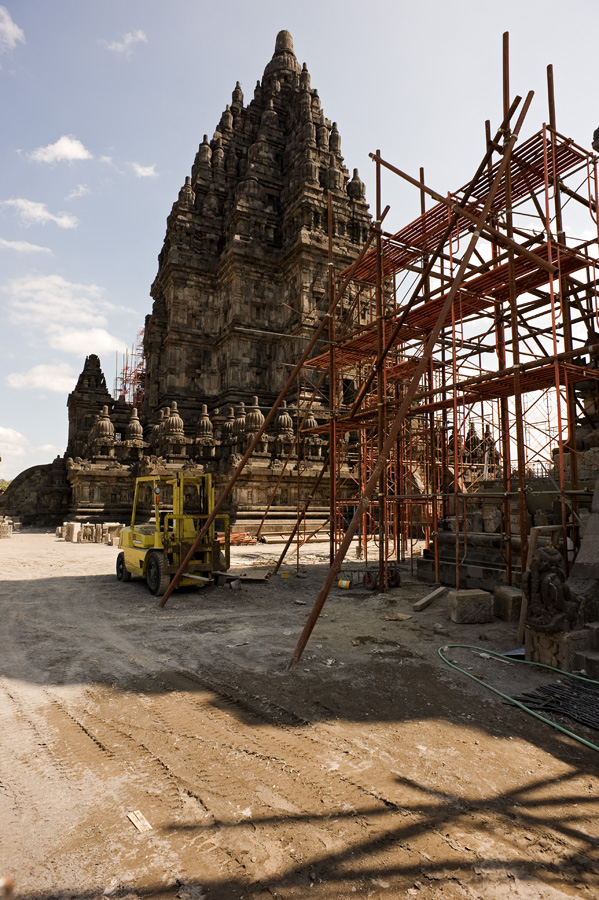
2006年5月の地震による修復作業（2009年）

2006年5月27日に起きたジャワ島中部地震においては、プランバナンも甚大な被害を受けた。寺院複合体は構造的に大きく損なわれることはなかったが、祠堂の小塔部の落下および石積みの亀裂や歪みなどの損傷が多く認められ、彫刻を含む大きな破片が地面に散乱していた。数週間後のうちに訪問者の苑内への入場は再開されたが、寺院の祠堂などは損傷部位の安全性が確保されるまで閉鎖された。
地震発生よりおよそ2か月後には、インドネシア政府の要請により日本からの調査団が派遣された。日本の第2次調査団が派遣された2007年より修復作業が開始され、同年3月には、プランバナン遺跡の修復専門機関であるジョクジャカルタ特別州考古学局に対し、日本からも修復機材を購入するための補助資金が供与された。
2009年1月にはナンディ祠堂の修復が完了した。その後、2012年に「中部ジャワ古代遺物保存局」 (Balai Pelestarian Peninggalan Purbakala Jawa Tengah 〈BP3〉、英: Central Java Heritage Preservation Authority) は、プランバナンおよび周辺地域を保護区とするように提案した。挙げられた地域は、プランバナン、ラトゥボコ、カラサン、サリ、プラオサンなど地域の主要な寺院があるスレマン県とクラテン県にまたがる30平方キロメートルのケウ平原（プランバナン平野）に位置する。この保護区においては、多くの新たな建造物、特に複数階建ての建築物をなくすよう求められた。
2014年2月14日、ボロブドゥール、プランバナン、ラトゥボコなど、ジョグジャカルタおよび中部ジャワの主な観光名所は、前夜に噴火したジョグジャカルタの東方約200キロメートルに位置する東ジャワのケルート山の火山灰により、深刻な影響を受けて閉鎖された。その後、ボロブドゥールは2月26日より、プランバナン、ラトゥボコなどの訪問も28日には再開された。その4年前の2010年、ボロブドゥールに影響を与えたムラピ山の噴火における火山灰においては、風や降灰の方向が西向きであったため、プランバナンは影響を免れていた。

#### 催事・式典

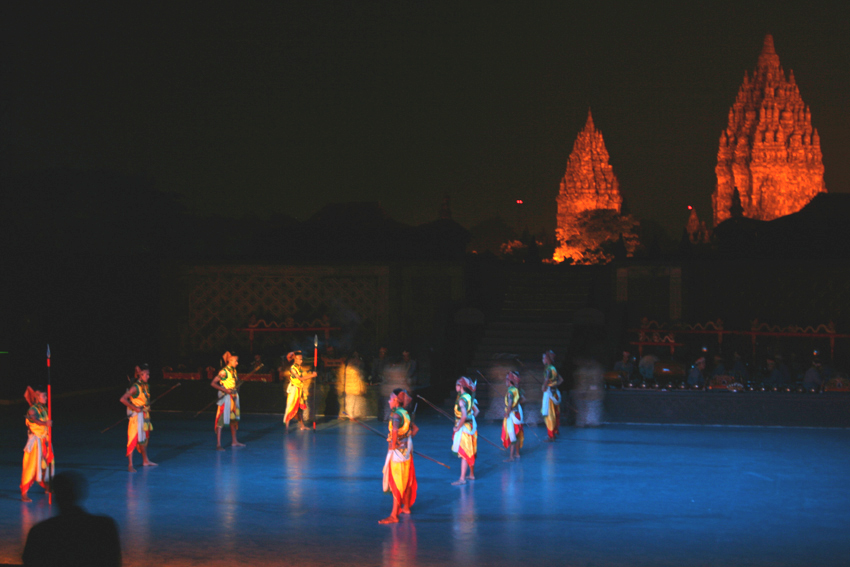
プランバナン寺院を背景とした野外劇場のラーマヤナ舞踏公演

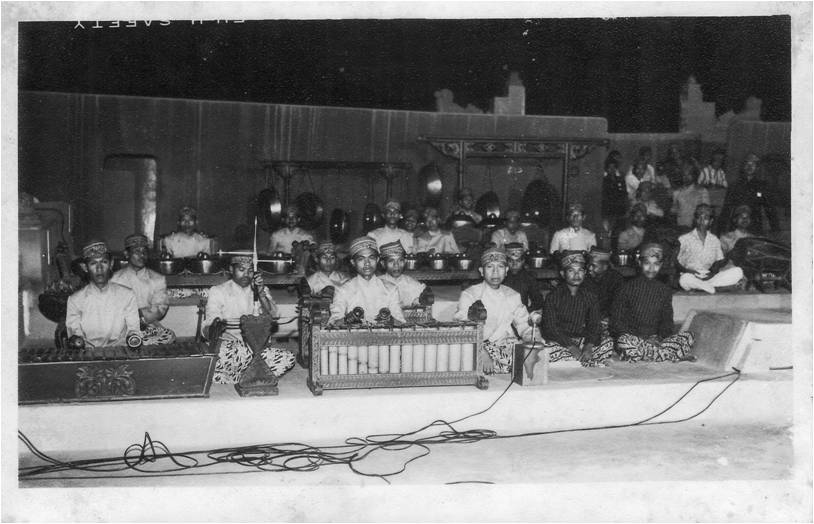
プランバナン野外舞台のラーマヤナ舞踏初演（1961年）

プランバナンは、インドネシアにおいて最も訪問される観光名所の1つである。オパック川を渡った寺院西側の屋外（ラーマヤナ野外劇場）および屋内（トリムルティ屋内劇場）の舞台は、伝統的な叙事詩『ラーマーヤナ』の舞踏（ラーマヤナ舞踏、尼: Sendratari Ramayana、英: Ramayana Ballet）を上演するために建設された。ラーマヤナ野外劇場は乾季（5-10月）に使用され、雨季（11-4月）にはトリムルティ屋内劇場において上演される。この『ラーマーヤナ』のジャワ舞踊、ワヤン・オラン（Wayang orang、ワヤン・ウォン〈Wayang wong〉）は、何世紀にもわたるジャワ宮廷の舞踏であり、プランバナンでは、1960年代より満月の夜ごとに上演されてきた。以来、プランバナンはインドネシアにおける主要な考古学的、文化的観光名所となっている。
1990年代に主要な祠堂が復元されると、プランバナンはジャワのヒンドゥー教の礼拝や儀式の主要な宗教的中心地として再興していった。バリ島およびジョグジャカルタや中部ジャワにおけるジャワ島のヒンドゥー教共同体は、ガルンガン (Galungan)、タウール・クサンガ (Tawur Kesanga)、ニュピ (Nyepi) など、毎年執り行なう祝祭をプランバナンにおいて復活させた。
2019年11月9日から12日にかけて、本寺院の苑内で盛大なアビシェーカ（Abhiṣeka、灌頂）という宗教的儀式が催された。このヒンドゥー教の儀式は、プランバナン寺院が創建されたシワグルハ碑文の856年から、1163年の時を経て初めて開催された。アビシェーカの式典は、寺院を祓い、清め、浄化することを意図したものであり、このようにプランバナン寺院は、単に考古学や観光の場所ではなく、ヒンドゥー教の宗教活動の拠点としての当初の機能の回復を示している。このアビシェーカの式典により、インドネシアのヒンドゥー教においては、寺院内を再び聖別し、プランバナン寺院の霊力復興の節目を迎えたと捉えられている。

### 寺苑・祠堂群

プランバナン寺院複合体の中苑・内苑図
配置はヒンドゥー教のマンダラに通じる（実際の内苑祠堂群はやや北寄りに配置されている）

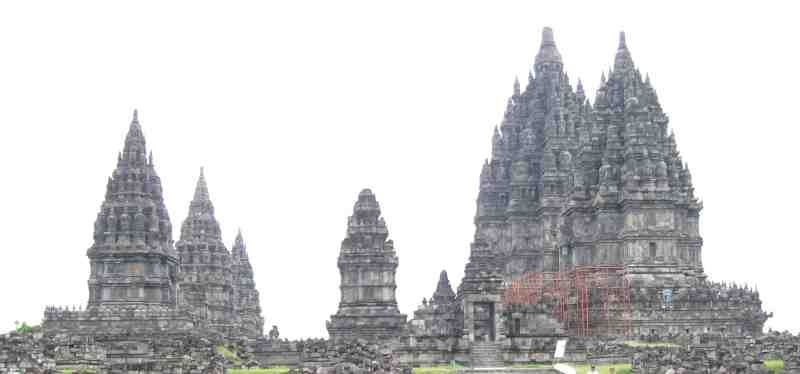
プランバナン寺院の北側から見た内苑
右:トリムルティ祠堂 左:ヴァーハナ祠堂
中央:アピット祠堂

かつてプランバナン寺院には240基の祠堂が立ち並んでいた。
プランバナン寺院複合体の祠堂群
- トリムルティ（三神一体）祠堂 : 3基 - シヴァ（中央）、ヴィシュヌ（北）、ブラフマー（南）の三大神に捧げられた3基の主要な祠堂[65]。
- ヴァーハナ祠堂 : 3基 - 各神のヴァーハナ（乗り物）であるナンディ（中央）、ガルーダ （北）、ハンサ（南）に捧げられた三大神の祠堂の前にある3基の祠堂[65]。
- アピット祠堂 : 2基 - トリムルティの祠堂とヴァーハナの祠堂の列の間に位置する内苑北側と南側にある2基の小祠堂。
- クリル祠堂 : 4基 - 内苑の主要な四方の塔門（ゴープラ、尼: Gapura）のすぐ内側の主軸上にある4基の小祠堂。
- パトック祠堂 : 4基 - 内苑の四隅にある4基の小祠堂。
- プルワラ祠堂 : 224基 - 内苑を囲む同心の方形の4列に配置された数百基もの小祠堂[65]。内列から外列に向けて小祠堂は、44基、52基、60基、68基を数える。

プランバナン寺院複合体は、ロロ・ジョングランの有名な伝説にちなんで名付けられたロロ・ジョングラン複合体としても知られる。このシヴァ派寺院群には、大小240基の祠堂があった。現在、内苑にある8基の主要な祠堂および8基の小祠堂はすべて修復されているが、かつてあった224基のプルワラ小祠堂（チャンディ・プルワラ、尼: Candi Perwara）は、そのうち3基が修復されているのみであり、大部分は崩壊して散在した石材だけが残る。
プランバナン寺院複合体は3重の寺苑により構成され、最初に外苑、次に数百基の小祠堂のある中苑、そして最後に主要な祠堂8基および小祠堂8基などがある最も神聖な内苑がある。プランバナンのヒンドゥー寺院複合体は、この全部で3重の寺苑を含めて正方形の配置に基づき、それぞれの寺苑は4つの塔門（ゴープラ）により通じる四方の周壁に囲まれている。外苑は、長大な周壁に囲まれた大空間である。もともと一辺およそ390メートルあった最も外側の周壁は、北東方向にずれ、約10数度傾いて配置されていた。しかし、南の門を除いて、この囲い地にあったほとんどは今日に残っていない。その外苑のかつての機能は不明であるが、そこは聖地であり僧院（アシュラム、Ashram）があったとも考えられる。しかし、寺院複合体の二次的構造物は有機素材で造られていたため、その遺構は残存しない。

#### シヴァ祠堂

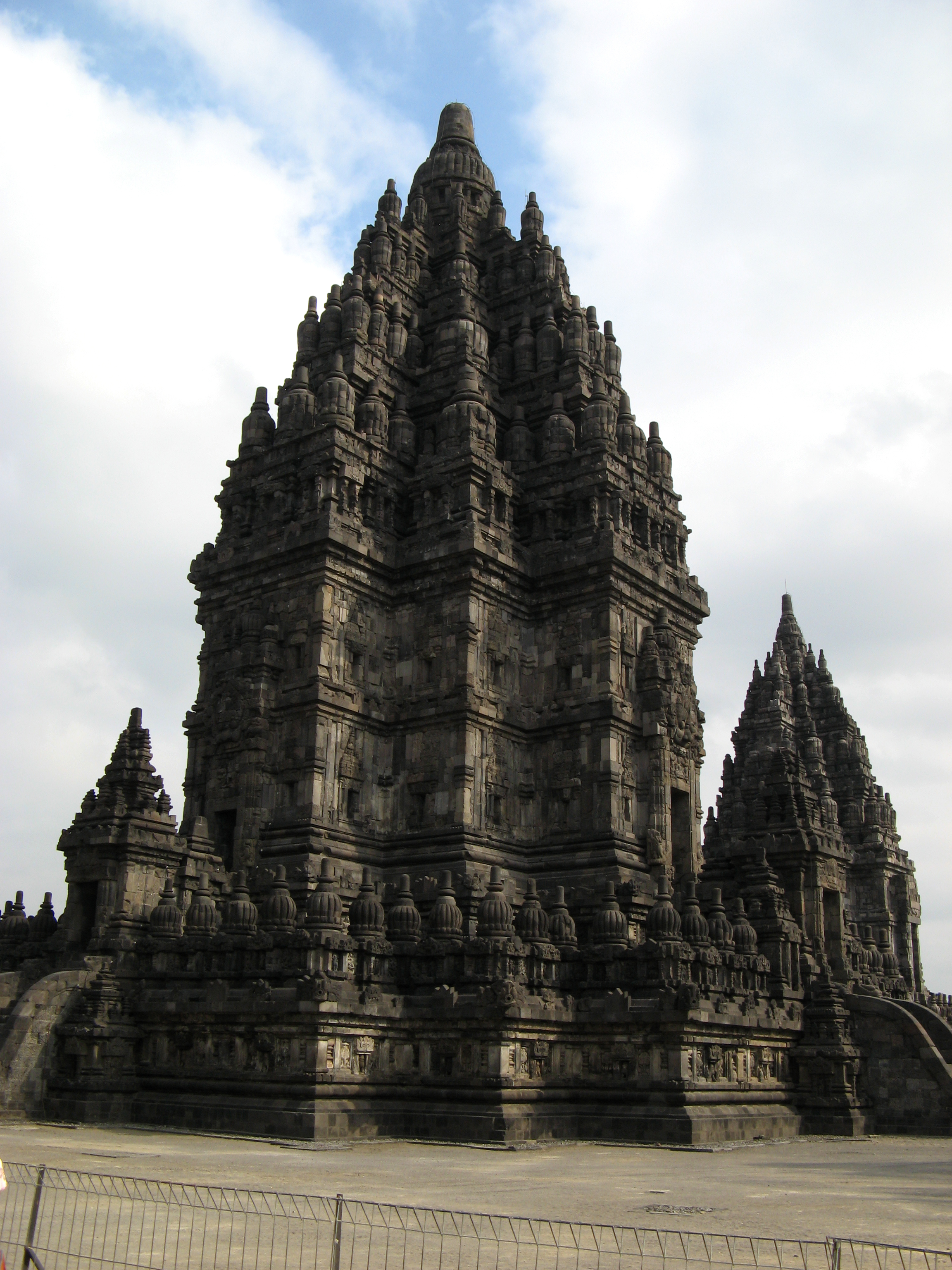
プランバナン寺院のシヴァに捧げられた中央の主祠堂

一辺110メートルである内苑と中央祠堂群は、3つの寺苑のなかで最も神聖であり、そこは四方の基点それぞれに石門を持つ正方形の石壁に囲まれた方形の基壇となる。この最も神聖な寺苑は、8基の主要祠堂などにより構成されている。トリムルティ（三神一体）と称される3基の主要祠堂は、創造神ブラフマー、維持（救済）神ヴィシュヌ、破壊（再生）神シヴァの三大神に捧げられている。
シヴァ祠堂（チャンディ・シワ）は、全高47メートル、幅34メートル四方で、プランバナンのロロ・ジョングラン寺院複合体のなかで最大であり、最も高い建造物である。正面の階段は東側に位置し、この祠堂の基壇にある幅2メートルの回廊の欄干（欄楯〈らんじゅん〉）ならびに5段の角塔それぞれの頂部には、塔形飾り（宝冠、ラトナ、梵: rátna）が施されている。また、シヴァ祠堂の回廊は、欄干内壁に刻まれた『ラーマーヤナ』の物語を伝える浅浮彫りの装飾によって囲まれている。その物語を順序通りにたどるには、東側より入り、右饒（うにょう〈プラダクシナ、pradakshina〉) つまり右回り（時計回り）に周行していく。この『ラーマーヤナ』の浮彫り（レリーフ）は、ブラフマー祠堂の回廊の欄干に続いている。

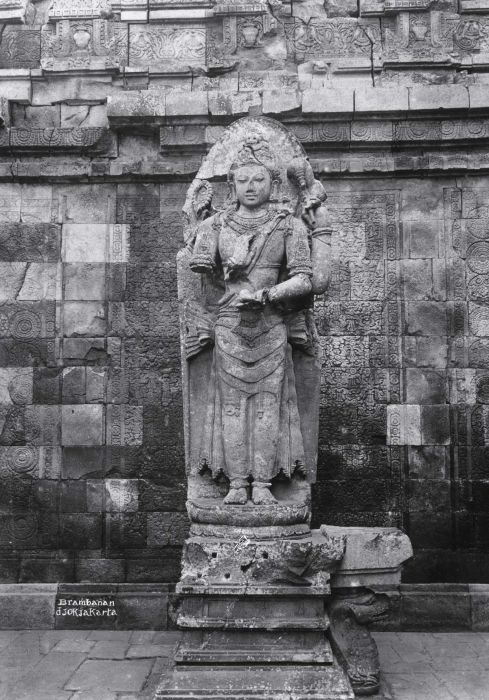
主室に安置されるシヴァ・マハーデーヴァ像

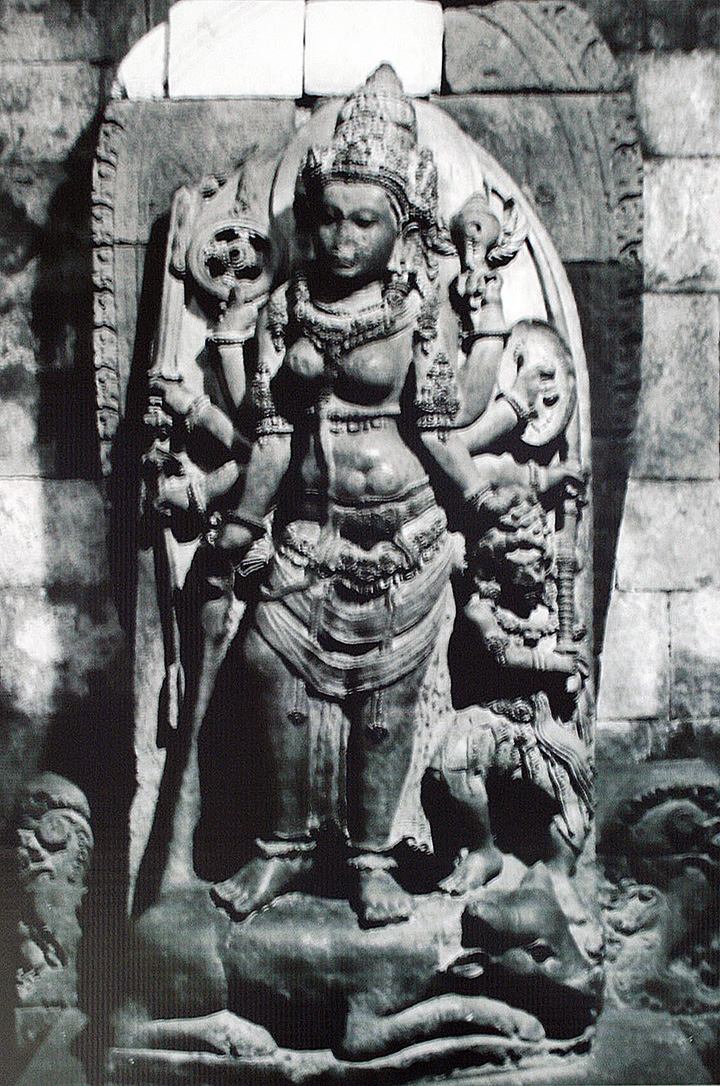
北の側室のドゥルガ・マヒサスラマルダニ像

シヴァ祠堂は中央に位置し、祠堂内には四方の側室4室と、中央部にある主室1室からなる5つの部屋がある。東正面の側室からは、高さ3メートルの最高神シヴァ・マハーデーヴァ（シワ・マハデワ、尼: Siwa Mahadewa）像を安置するプランバナン最大の祠堂中央の主室に通じている。この像には、冠にある髑髏（どくろ、頭蓋骨）と三日月（鎌）、額の第三の目など、シヴァの属性ないしシンボル (Lakçana) があり、また、4本の腕には、シヴァを象徴する数珠、払子（ほっす）などを持ち、三叉槍（トリシューラ）を脇に立て掛ける。このシヴァのマハーデーヴァ（「偉大な神」の意）として描写された像は、王ピカタンの肖像とも、王バリトゥンをシヴァの生まれ変わりとして神格化したものであったともされる。シヴァ・マハーデーヴァ像は、台座の北側に蛇ナーガの彫刻が施されたヨニの台座にあるハス（スイレン）の上に立っている。
そのほか3房の側室には、それぞれシヴァと関係の深いヒンドゥー教の神像があり、南の側室に聖仙（リシ）アガスティヤ（またはバターラ・グル〈シヴァの化身〉とも）、西の側室にガネーシャ（シヴァの息子）、北の側室には女神ドゥルガー（シヴァの妻、「寄りつけぬ者」の意）像が安置されている。ドゥルガ・マヒサスラマルダニ（Durga Mahisasuramardani〈マヒシャースラマルディニー、「マヒシャ・アスラを殺す者」の意〉）像は、魔王マヒシャが取り憑いた（化身）牛を負かして背上に立つドゥルガーが描写される。このドゥルガー像は、王女ロロ・ジャングランのジャワ伝説に由来するロロ・ジャングラン像とも呼ばれる。

#### ブラフマー祠堂とヴィシュヌ祠堂

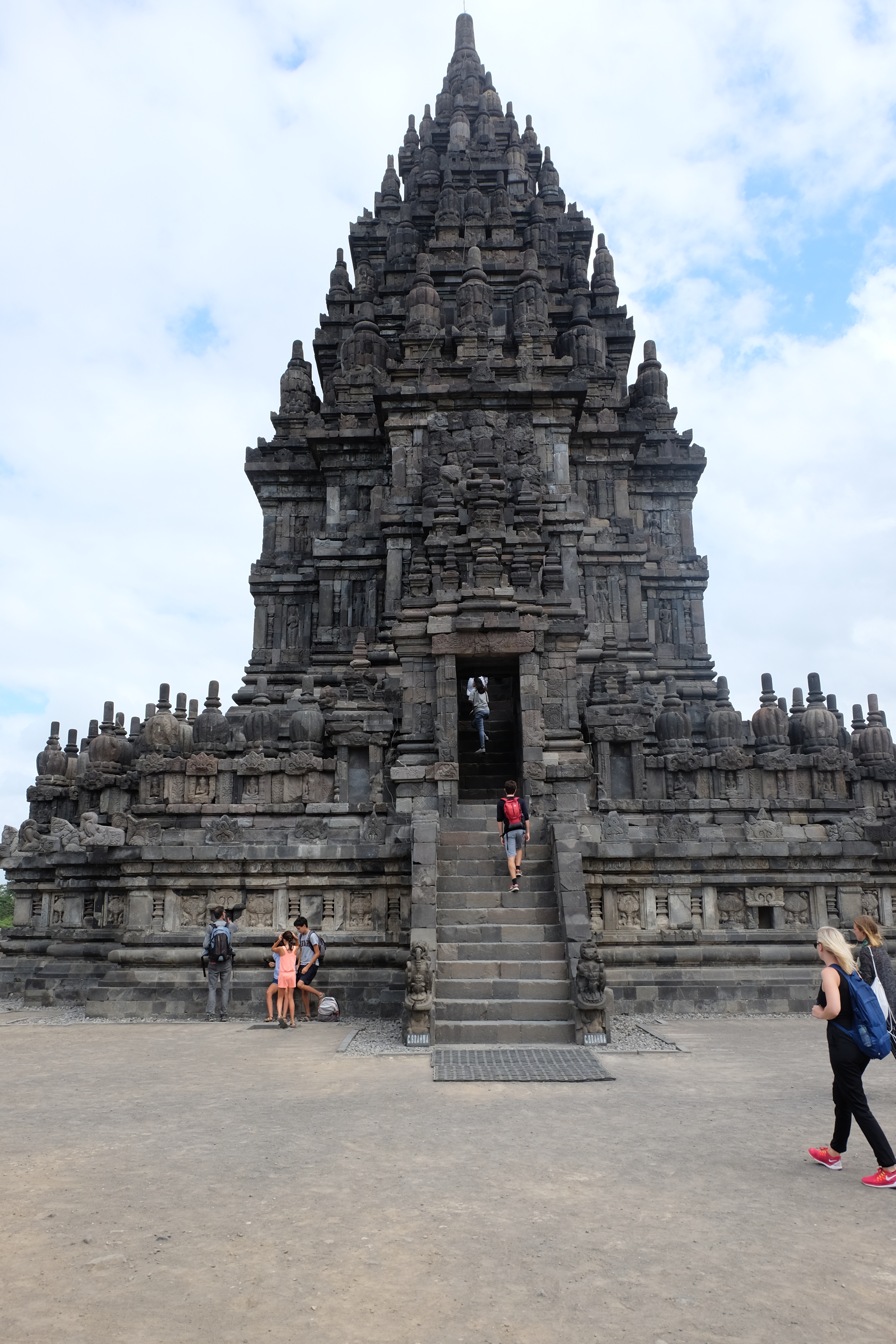
南側のブラフマー祠堂

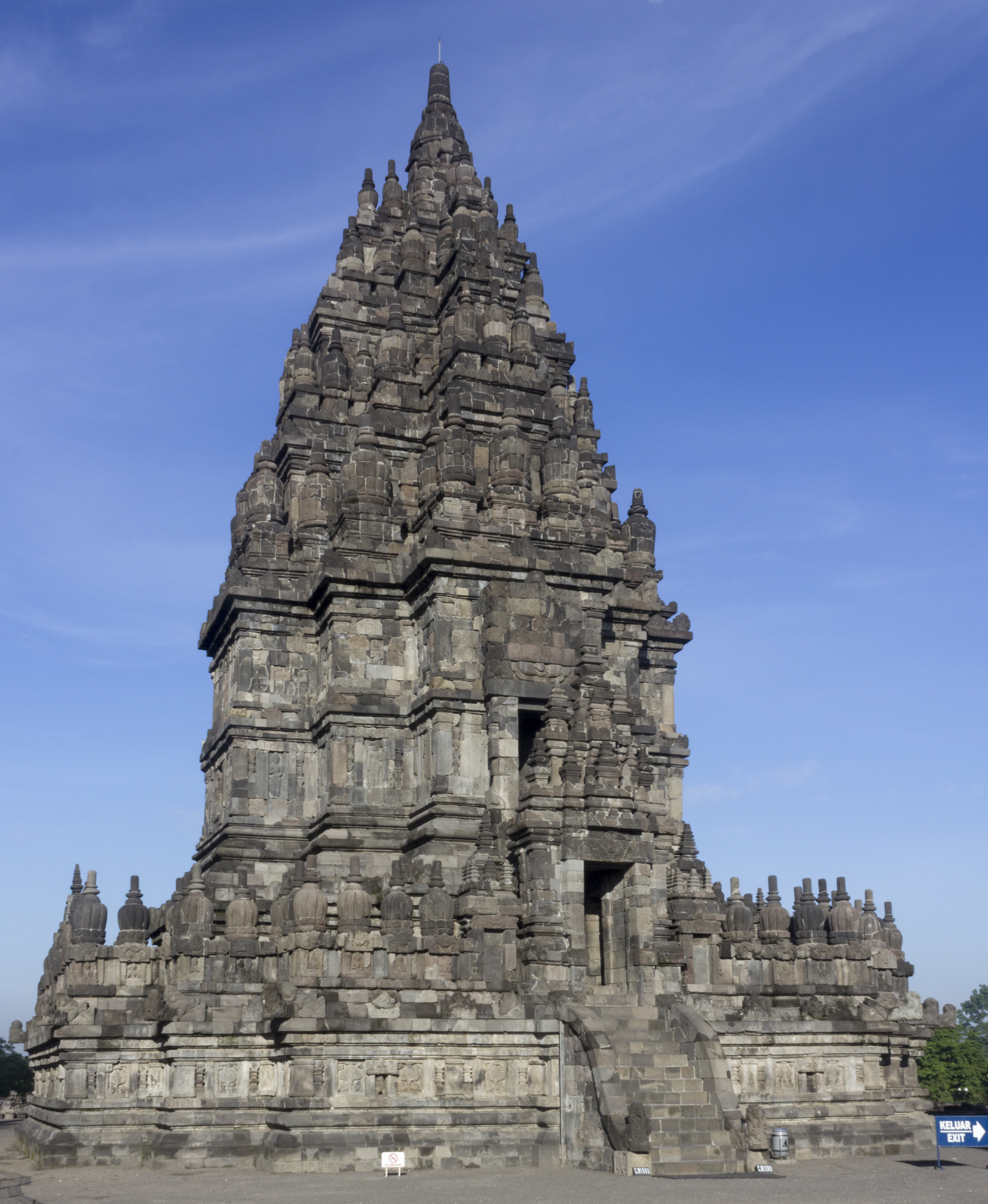
北側のヴィシュヌ祠堂

他の2基の主要な祠堂は、シヴァ祠堂の南側にあるブラフマー祠堂（チャンディ・ブラフマ）と北側にあるヴィシュヌ祠堂（チャンディ・ウィスヌ）である。どちらの祠堂もシヴァ祠堂と同じく東向きであり、それぞれの尊い神に捧げられた大きな部屋が唯一祠堂内にあり、ブラフマー祠堂にはブラフマー像が安置され、ヴィシュヌ祠堂内にはヴィシュヌ像が安置される。ブラフマー祠堂およびヴィシュヌ祠堂はそれぞれ高さ33メートル、幅20メートル四方である。

#### ヴァーハナ祠堂
3基の主要祠堂の前にある他の3基の祠堂は、それぞれの神のヴァーハナ（乗り物）である、
シヴァの牡牛ナンディ、ブラフマーの白い聖鳥ハンサ、ヴィシュヌの神鳥ガルーダに捧げられている。
| ナンディ祠堂内の像左:ナンディ像 中央:チャンドラ（英語版）像 右:スーリヤ像 |  | ナンディ祠堂内の像左:ナンディ像 中央:チャンドラ（英語版）像 右:スーリヤ像 |  | ナンディ祠堂内の像左:ナンディ像 中央:チャンドラ（英語版）像 右:スーリヤ像 |
| ナンディ祠堂内の像 左:ナンディ像 中央:チャンドラ像 右:スーリヤ像          |  |                                                                           |  |                                                                           |

| ヴァーハナ祠堂左（北）:ガルーダ祠堂 中央:ナンディ祠堂 右（南）:ハンサ祠堂  |  | ヴァーハナ祠堂左（北）:ガルーダ祠堂 中央:ナンディ祠堂 右（南）:ハンサ祠堂 |  | ヴァーハナ祠堂左（北）:ガルーダ祠堂 中央:ナンディ祠堂 右（南）:ハンサ祠堂 |
| ヴァーハナ祠堂 左（北）:ガルーダ祠堂 中央:ナンディ祠堂 右（南）:ハンサ祠堂 |  |                                                                           |  |                                                                           |

シヴァ祠堂の正面にあるナンディ祠堂（チャンディ・ナンディ）には、ナンディ（尼: Nandi「牡牛」）の像が安置されている。次いで他の彫像として、月神チャンドラ（尼: Candra）の像、太陽神スーリヤ（スルヤ、尼: Surya）の像もある。チャンドラ像は10頭の馬に引かれた馬車の上に立ち、スーリヤ像もまた7頭の馬に引かれた馬車の上に立っている。
ヴィシュヌ祠堂の前には、ガルーダ（ガルダ、尼: Garuda、「鷲」）に捧げられた祠堂がある。このガルーダ祠堂（チャンディ・ガルーダ）にガルーダ像がないことからチャンディ・A とも称されるが、おそらくはガルーダの像が安置されていたものと考えられる。ガルーダはインドネシアを守護する神鳥として重要な役割を担い、インドネシアの国章に描かれるほか、ガルーダ・インドネシア航空の名称にも用いられている。
ブラフマー祠堂の向かいには、ハンサ（アンサ、尼: Angsa、「ガチョウ〈白鳥〉」）の祠堂（チャンディ・ハンサ）がある。ガルーダ祠堂と同様、この祠堂内にも像がないためチャンディ・B とも称されるが、かつてはここにも尊いガチョウ（白鳥）の像があったと考えられる。

#### アピット祠堂

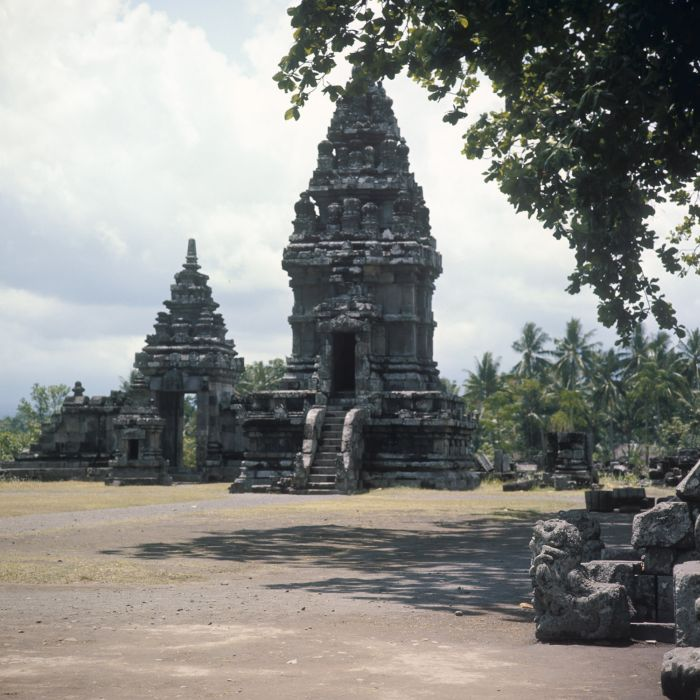
アピット祠堂

主要祠堂とそれらのヴァーハナの祠堂が並んだ列の間に、2基のアピット祠堂（チャンディ・アピット、尼: Candi Apit）が北側と南側にある。アピット (Apit) はジャワ語で「挟む」の意で、それは内苑を囲む南北の側面の位置に2基の祠堂があることによる。アピット祠堂の内陣には今日何も認められず、これらのアピット祠堂がいずれの神に捧げられたものかなどは明らかではない。しかし、外壁南側のアピット祠堂の浮彫りの調査によれば、女神、おそらくはブラフマーの配偶神 (Shakti) サラスヴァティーが描かれている。プランバナン寺院におけるヒンドゥー教の諸神建造物としてこれを捉えた場合、南側のアピット祠堂はサラスヴァティーに捧げられ、北側のアピット祠堂はラクシュミーに捧げられたという可能性も考えられる。

#### クリル祠堂とパトック祠堂
内苑にはこれら8基の主な祠堂のほかに、より小型の祠堂が8基ある。四方位にある内苑入口には4基のクリル祠堂（チャンディ・クリル、尼: Candi Kelir）があり、クリル (Kelir) はジャワ語で「仕切り」（英: “screen”）の意で、塔門（ゴープラ）の四方の入口からの進入を阻む構造物に該当する。また、内苑の四隅には4基のパトック祠堂（チャンディ・パトック、尼: Candi Patok〈スドゥ祠堂、チャンディ・スドゥ、尼: Candi Sudut〉）がある。パトック (Patok) はジャワ語で「杭」（英: “peg”）の意であり、内苑の四隅にあたる祠堂の位置による。

#### プルワラ祠堂

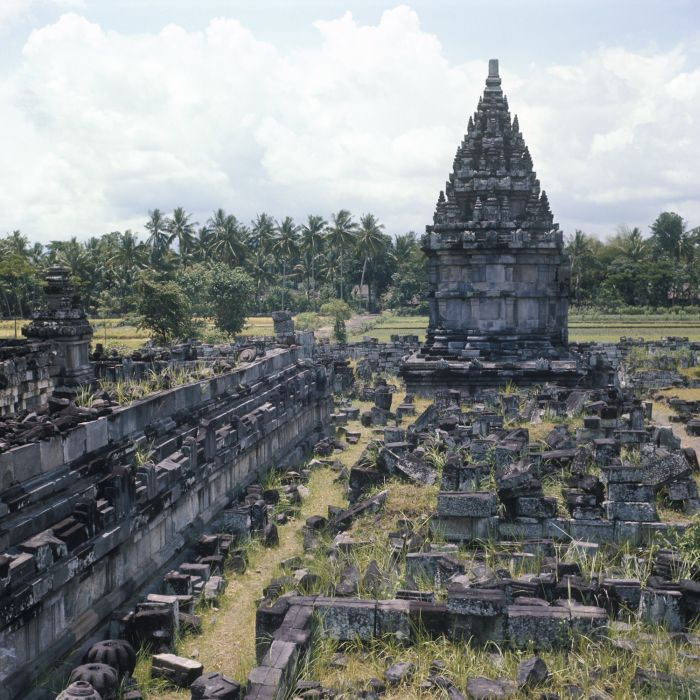
修復されたプルワラ祠堂

内苑の周壁とその周囲の中苑の周壁は、いずれも東西南北の四方位を向いている。中苑の周壁は一辺222メートルであり、44基、52基、60基、68基の4列からなるプルワラ小祠堂があった中苑が、壇上の内苑を囲んでいる。プルワラ小祠堂は、それぞれ高さ14メートル、基部の幅は6メートル四方で、合計224基の構造物があった。4列それぞれの角にある16基の小祠堂は外側双方に向いているが、残る208基は外側正面の1方向に向いている。
中苑は4列に配置された224基のプルワラ小祠堂により構成されるが、これら数多くの祠堂はその一部が修復されたのみであり、ほとんどはいまだに崩壊したままである。これらの同心状に配置された祠堂列群は、それぞれ同様の意匠で構築されており、各列は中央に向かってわずかに高くなっている。これらのプルワラ祠堂（チャンディ・プルワラ）と呼ばれる小祠堂は、守護ないし補完祠堂であり、主要な祠堂に付加された構造物である。これらは王族や村落の有力者らが奉献したものであり、帰服のしるしとして王に捧げられたと考えられる。また一部では、プルワラ祠堂は中央祠堂群の周りに4列に配置されていることから、4階層のカーストと関係があるとして、中央祠堂群に最も近い列には僧侶（バラモン）のみが接することができ、ほかの3列はそれぞれ王族、武人および庶民などのためにあったともいわれるが、一方では、プルワラ祠堂の4列はこれら4階層のカーストとはまったく関係なく、そこは単に僧侶の瞑想の場所あるいは信者の礼拝の場所として構築されたものとも考えられている。

### 構造

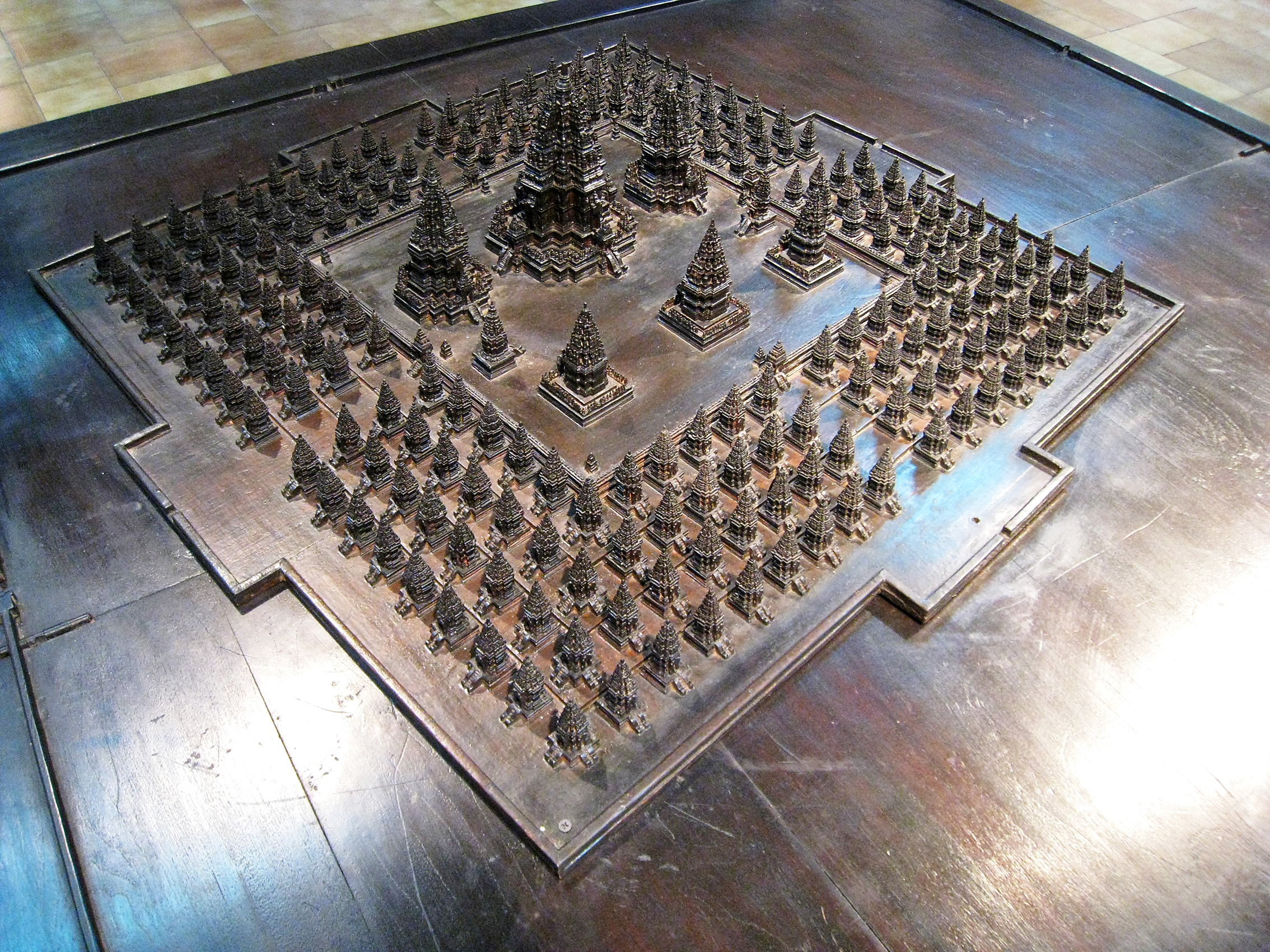
プランバナン寺院の建築模型

シヴァ祠堂の断面図

プランバナン寺院の建築様式は、ヴァーストゥ・シャーストラに基づいた典型的なヒンドゥー建築の伝統に従っている。寺院設計は、マンダラにおける寺院の平面配置と、同じくヒンドゥー教寺院に典型的な高くそびえ立つ尖塔を包含している。プランバナン寺院はもともとシワグルハと称され、シヴァ神に捧げられていた。寺院はヒンドゥー教の神々の住むシヴァの家であり聖なる山であるメール山（須弥山）を模して設計されている。寺院複合体のすべては、ヒンドゥー教の宇宙論およびロカ (Loka) の界層によりヒンドゥー教の世界を形成している。
ボロブドゥール寺院と同様に、プランバナン寺院もまた不浄な領域から最も神聖な領域に至る寺域の階層が認められる。ヒンドゥー教と仏教の概念にはそれぞれ独自の用語があるが、その概念は本質的に同じである。複合的な寺苑の構成（水平方向）および祠堂の構造（垂直方向）は、次の3つの領域（三界）より構成される。
- ブルロカ（Bhurloka、仏教: カーマ・ダートゥ[89]〈梵: kāma-dhātu〉「欲界」[90]）は、人の最低領域であり、人間も動物も悪霊も同様にある。ここでは人間はまだ淫欲、欲望、不浄な生き方に縛られている。外苑ならびに各祠堂の基壇（下層〈英: Foot〉）部が、ブルロカの領域を象徴している[88]。
- ブヴァルロカ（Bhuvarloka、仏教: ルーパ・ダートゥ[89]〈梵: rūpa-dhātu〉「色界」[90]）は、聖人の中間領域であり、聖仙（リシ）、行者、神人が占める場所。ここで人は真理の光を見始める。中苑[88]および各祠堂の壁体（英: Body）部が、ブヴァルロカの領域を象徴している。
- スヴァロカ（Svarloka、仏教: アルーパ・ダートゥ[89]〈梵: ārūpa-dhātu〉「無色界」[90]）は、神の最高かつ神聖な領域であり、svargaloka とも称される。内苑ならびに各祠堂の屋蓋（屋根〈英: Head〉）部が、スヴァロカの領域を象徴する。プランバナン寺院の屋蓋は、ラトナ（塔形飾り）により装飾されている。このプランバナンの宝冠の形状は、ダイヤモンドを表すバジュラ〈梵: vajra[91]）の形を変えたものである。古代ジャワの寺院建築において、ヒンドゥー教寺院のラトナは、仏教の仏塔（ストゥーパ、梵: Stūpa）に相当するものとして、寺院の小尖塔に施された。

19世紀末、シヴァ祠堂の中央下部より四角い石棺 (pripih) を納めた縦穴（英: Well）が発見された。主祠堂の中心軸の床下5.75メートルより発見されたこの石棺の下には、炭や焼けた動物の骨などが混じった土が堆積していた。そこからはヴァルナ（baruna、「海の神」）とパルヴァタ（parwwata、「山の神」）が記された小さな金板が見つかっている。石棺の大きさは41センチメートル四方、錐体形の蓋を含めた高さは55センチメートルであり、方形の各面には文字が刻まれていた。石棺には、銅板のうちに木炭、灰殻を含んだ土が堆積し、そこから硬貨20枚、宝玉9個、ガラス玉、貝殻、金箔片12枚（長方形のもの7枚、亀・蛇ナーガ・ハスの花〈または ラフレシアの一種パドマ Rafflesia patma〉・祭壇・卵形にかたどったもの5枚）が見つかっている

### 浮彫り

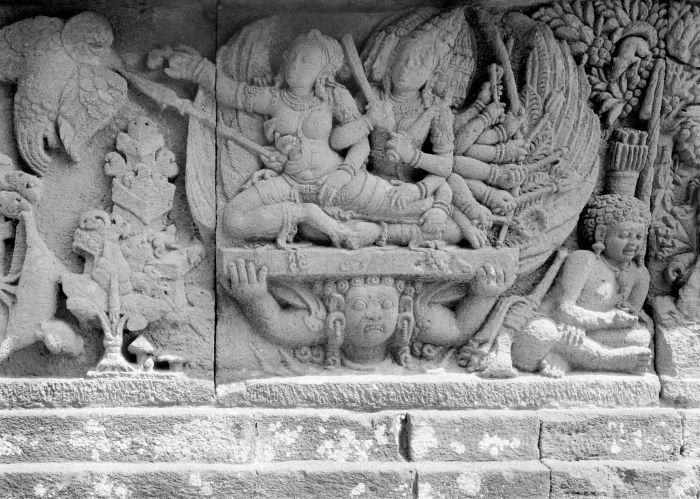
『ラーマーヤナ』の浮彫り
ラーヴァナに誘拐されるシーターを禿鷹のジャターユ（左）が救おうとする場面

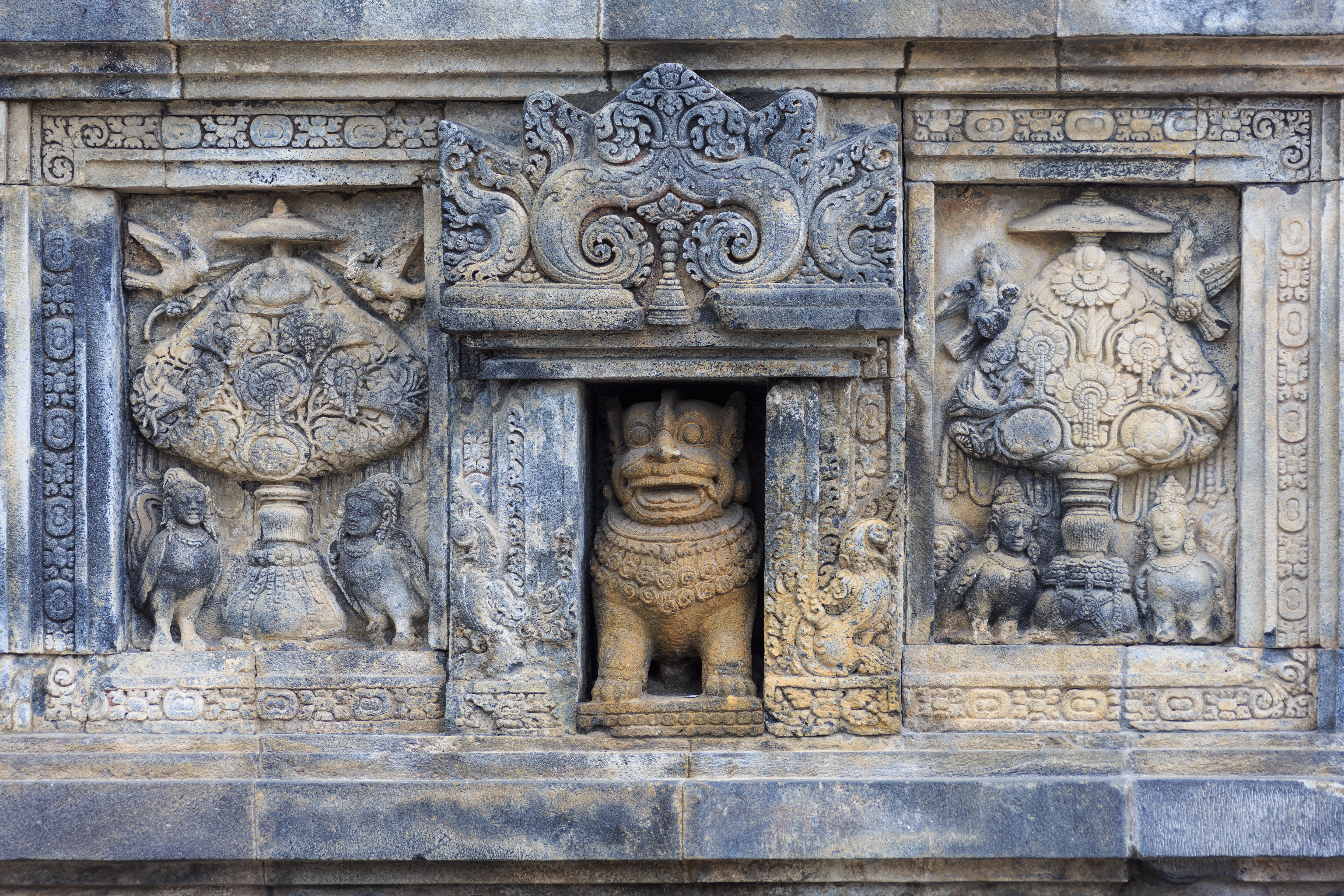
「プランバナン・モチーフ」
シンハ（獅子）の両側にあるカルパタルの樹（如意樹）と一対のキンナラ（緊那羅）

『ラーマーヤナ』と『マハーバーラタ』
主要祠堂は、ヒンドゥー教の叙事詩『ラーマーヤナ』および『マハーバーラタ』の物語を伝える浮彫り（レリーフ）により装飾されている。物語の浮彫りの壁面は、3基の祠堂の回廊の欄干内壁に沿って刻まれている。
欄干の壁面の説話は、左から右に描写される。物語は東の入口に始まり、参拝者は左に向けて祠堂の回廊を時計回りに周回する。これは聖所を右手にしながら時計回りに移動する巡礼者の周行の儀礼である右饒（プラダクシナ）に従っている。ラーマーヤナの物語は、シヴァ祠堂の欄干より始まり、ブラフマー祠堂まで続く。また、ヴィシュヌ祠堂の欄干には、マハーバーラタの物語を描いた浮彫りの壁面がある。
ラーマーヤナの浮彫りには、ラーマの妻シーターがラーヴァナに誘拐された物語の描写などが見られる。ヴァナラ（猿）の王スグリーヴァやハヌマーンは一軍を率いてラーマを助け、シーターを救出する。この物語は、照らされたプランバナン寺院複合体の西側にあるラーマヤナ野外劇場などで演じられるラーマヤナ舞踏においても示されている。
壁面の彫像
説話の壁面を隔てて回廊沿いの祠堂壁には、デヴァター（神像）や賢者バラモン（ブラフミン、梵: brahmin）の彫像や浮彫りが装飾されている。方位の護世神ローカパーラの彫像はシヴァ祠堂に見られ、ヴェーダを編纂した賢者バラモンはブラフマー祠堂壁に刻まれている。ヴィシュヌ祠堂にはデヴァターの男神像と両側に2体のアプサラス像の見られる彫像がある。
これらの祠堂の外壁下面には、カルパタルの樹（カルパヴリクシャ、如意樹）を描いた2面に挟まれたシンハ（獅子）の彫像などが連なり、狭い隙間に装飾されている。ヒンドゥー教や仏教の信仰により願いを叶えるこれらの聖木の両側には、キンナラ（緊那羅）、もしくは鳥、鹿、羊、猿、馬、象などの一対の動物が描かれる。カルパタルの樹と間にあるシンハの装飾意匠（モチーフ）様式は、プランバナン寺院祠堂群において典型的なものであることから「プランバナン・モチーフ」（英: “Prambanan motif”）と呼ばれる。

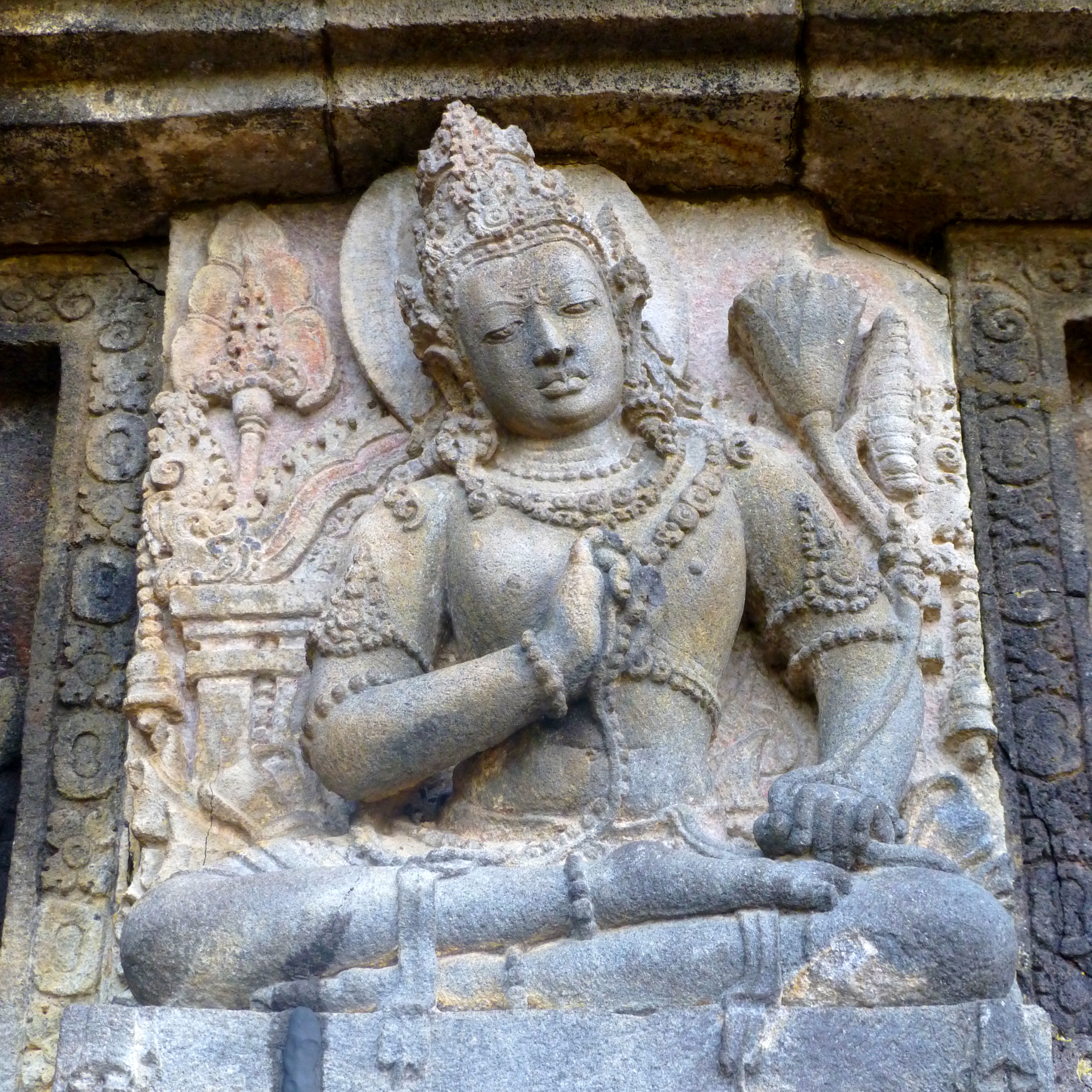
方位神ローカパーラの彫像 （シヴァ祠堂）
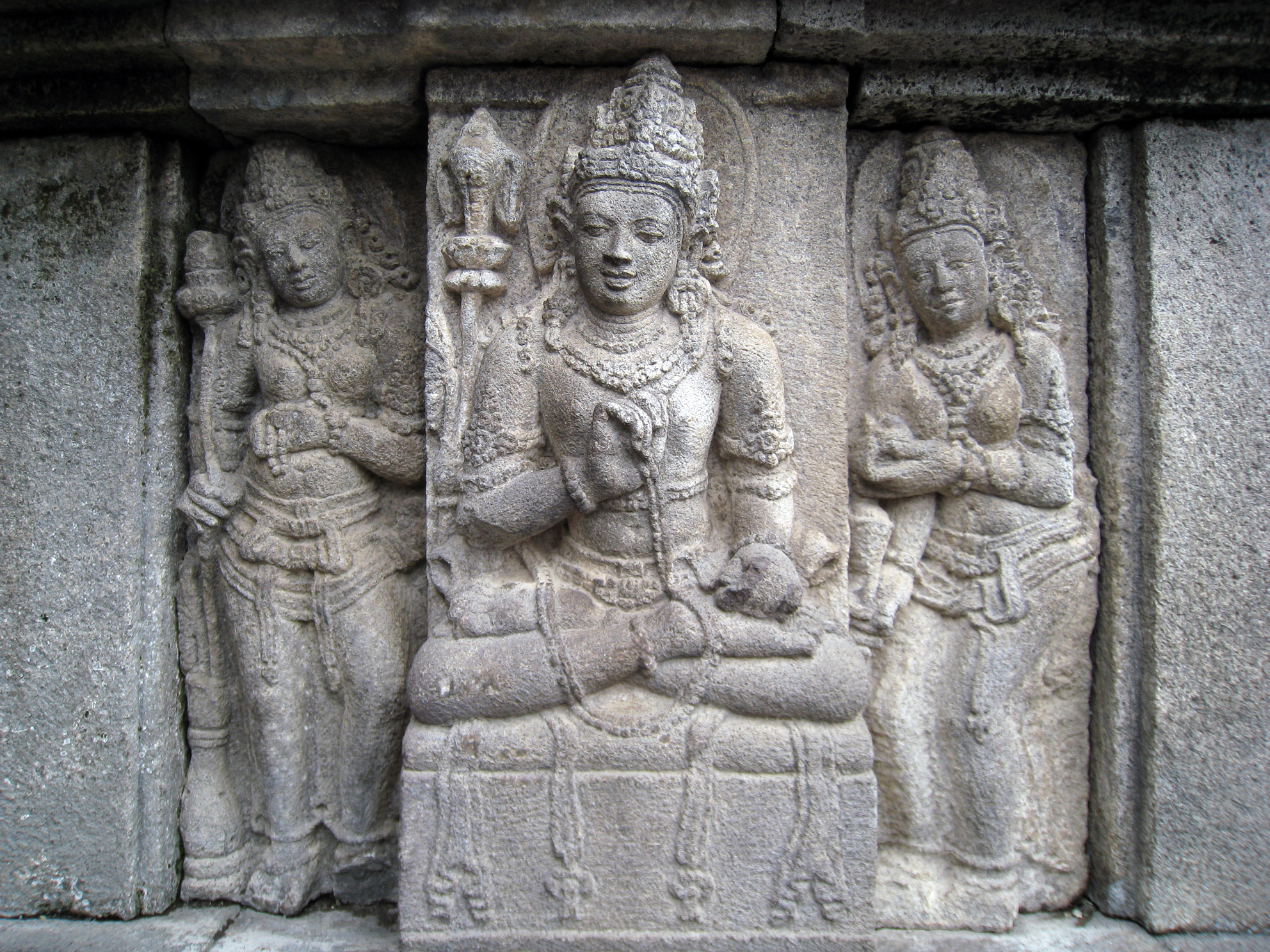
デヴァター（英語版）の男神像と両側のアプサラス像 （ヴィシュヌ祠堂）

## ロロ・ジョングラン伝説

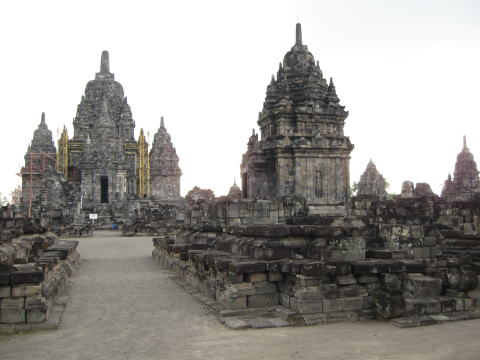
セウ寺院
（左:主祠堂 右:アピット祠堂）
ロロ・ジョングラン伝説にまつわる「千仏寺」（千の寺院）として知られる

ロロ・ジョングランの有名な伝説は、ラトゥボコの王宮の遺跡、主祠堂の北の側室にあるドゥルガー像の由来、および近隣のセウ寺院複合体の由緒に結び付けられる。この伝説には多くの異説があるが、一般に知られるものは、王プラブ・ボコ（Prabu Boko〈Prabu Baka〉）の娘である王女ロロ・ジョングランを見初めたバンドゥン・ボンドウォソについての物語である。バンドゥン・ボンドウォソは王女に結婚を申し入れるが、王女は、王ボコを殺害して王国を支配するバンドゥン・ボンドウォソとの結婚を拒んだ。しかし、バンドゥンは婚姻をかたくなに迫り、結婚に応じることを余儀なくされたロロ・ジョングランは、ある不可能な条件をバンドゥンに持ちかけた。それはたった一晩で千の寺院（神像）を造らねばならないというものだった。バンドゥンは思案すると多くの地の精霊を呼び起こし、これらの精霊の助けを得て999の寺院の建立をなし遂げた。バンドゥンが条件を完遂しようとした時、王女は王宮の侍女を起こして村の女に米を打ち始めるように命令し、寺院の東に火をつけて、バンドゥンや精霊に日が昇ろうとしているように思わせようと図った。それを夜明けの光や音としてだまされた雄鶏が鳴き始めると、精霊は地に逃げ去った。バンドゥンはその企てに激怒し、仕返しにロロ・ジョングランに呪いをかけて石に変えてしまった。王女は最後の千番目の像として最も美しい石像となった。伝承によると、精霊によって造られ未完成となった千番目の寺院は、近隣にあるセウ寺院であるとされる（セウ〈Sewu〉はジャワ語で「千」の意）。王女はプランバナン寺院のシヴァ祠堂の北の側室にあるドゥルガーの像とされ、その像は、ロロ・ジョングランまたは「痩身の処女」として知られている。

## プランバナン周辺の主な寺院・遺跡

ケウ平原（プランバナン平野）の主な寺院・遺跡
----
ヒンドゥー教寺院
1. プランバナン寺院複合体
12. バロン寺院
13. イジョ寺院
14. クドゥラン寺院
15. モランガン寺院
16. サンビサリ寺院
17. ゲバン寺院
18. キンプラン寺院(Pustakasala)
仏教寺院
2. ルンブン寺院
3. ブブラ寺院
4. セウ寺院群
5. 北プラオサン寺院
6. 南プラオサン寺院
7. カラサン寺院
8. サリ寺院
9. サジワン寺院
10. ラトゥボコ遺跡
11. バニュニボ寺院

ケウ平原（プランバナン平野）は、北部のムラピ火山の南斜面と南部のグヌン・セウの山岳地帯との間に広がり、現在のジョグジャカルタ特別州と中部ジャワのクラテン県の境界付近にまたがる。この一帯は考古学的に豊かな地域であり、古マタラム王国につながるヒンドゥー教・仏教様式の寺院群が点在する。プランバナン寺院複合体（ロロ・ジョングラン寺院）のほか、ケウ平原のプランバナン周辺の渓谷や丘には、インドネシア最古のいくつかの仏教寺院などがある。点在する寺院遺跡はおよそ30を数えるとされる。
プランバナン寺院とともに、あまり離れていない北側には、ルンブン寺院、ブブラ寺院、セウ寺院が、プランバナン寺院遺跡公園（尼: Taman Wisata Candi Prambanan、英: Prambanan Archeological Complex Park）にあり、ガナ寺院（アスゥ寺院）を含めてこれらの寺院群が、1991年、国際連合教育科学文化機関（ユネスコ）の世界遺産に登録された。さらに東にはプラオサン寺院がある。西側にはカラサン寺院やサリ寺院があり、さらに西にはサンビサリ寺院がある。また、南側には高台のラトゥボコ遺跡群などがある。互いにわずか数百メートル離れた場所に点在する考古学的遺跡が見られることは、この地域が重要な宗教的、政治的かつ都の中心地であったことを示唆している。

### プランバナン北側

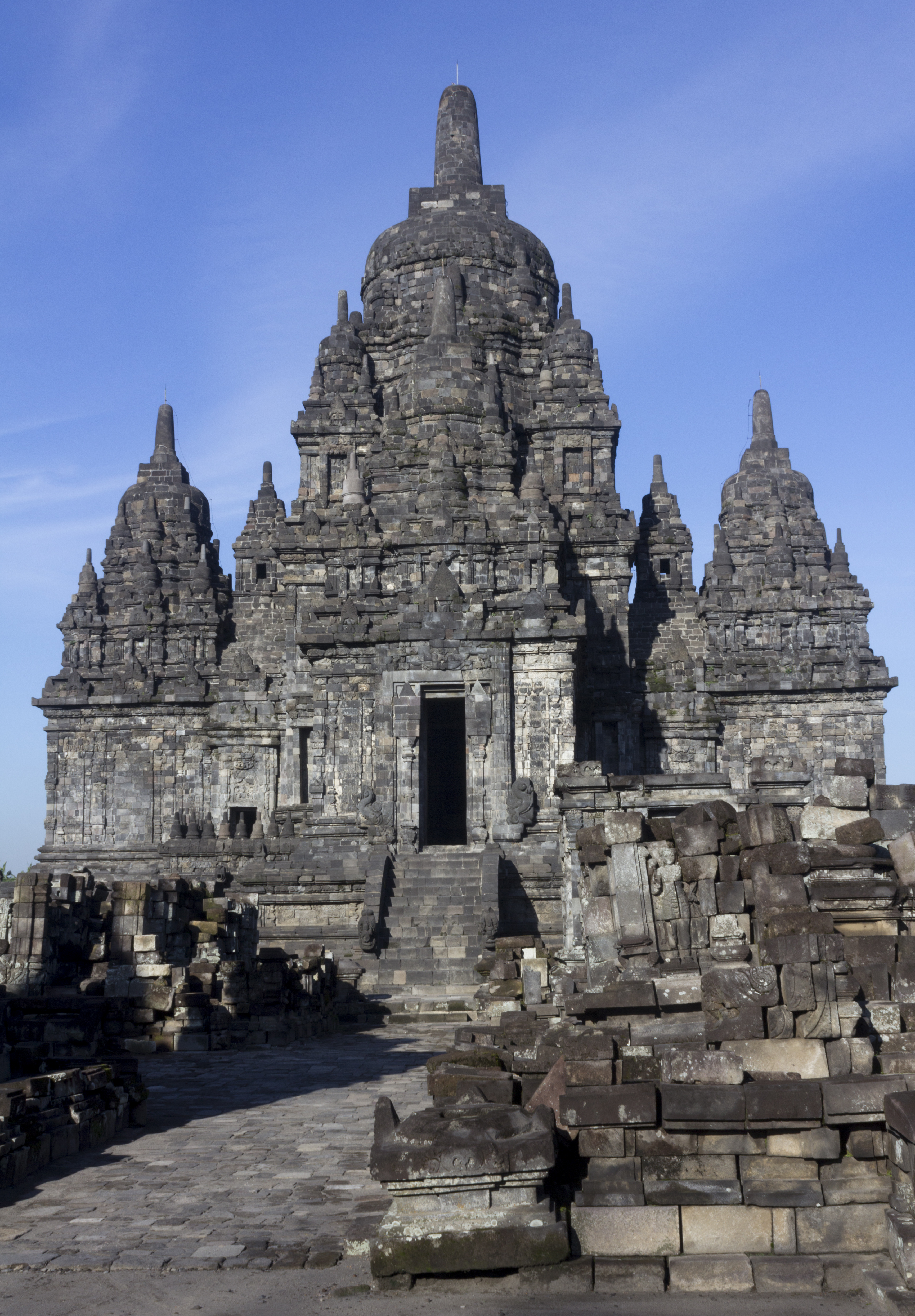
セウ寺院の主祠堂

ルンブン寺院（チャンディ・ルンブン、尼: Candi Lumbung）
仏教寺院。セウ寺院よりそれほど遠くない位置にある。主祠堂とそれを取り囲む16基の小祠堂（プルワラ祠堂）からなる。
ブブラ寺院（チャンディ・ブブラ、尼: Candi Bubrah）
仏教寺院。プランバナン寺院（ロロ・ジョングラン寺院）の北約1キロメートルに位置する。ブブラ (Bubrah) はジャワ語で「壊れた」の意であり、かつての状態によるともされるが、2011年から2017年にかけて調査および修復がなされた。
セウ寺院（チャンディ・セウ、尼: Candi Sewu）
仏教寺院。プランバナン寺院の北約1.5キロメートルに位置する。プランバナン寺院より古く、8世紀末、サンジャヤ王統の第2代王ラカイ・パナンカランの時代に創建されたといわれ、発見されたマンジュスリグラ碑文（「mañjuśrīgṛha〈文殊師利祠堂〉」刻文）により792年に拡張が完成したとされる。中央の主要祠堂は240基もの小祠堂に取り囲まれ、その規模はインドネシアの仏教寺院としてボロブドゥール寺院に次いで大きい。
セウ寺院の東約300メートルには、仏教寺院のガナ寺院（チャンディ・ガナ、尼: Candi Gana〈チャンディ・アスゥ、尼: Candi Asu〉）の基部の遺構が残存する。
プラオサン寺院（チャンディ・プラオサン、尼: Candi Plaosan）
仏教寺院複合体。セウ寺院の東約1.5キロメートルに位置する。9世紀中頃、仏教のシャイレーンドラ朝の王女で、ヒンドゥー教の古マタラム王国（サンジャヤ王統）に嫁いだ王妃のために王ラカイ・ピカタンにより建立された。北プラオサン寺院（チャンディ・プラオサン・ロル、尼: Candi Plaosan Lor〈Lor はジャワ語で「北」の意 〉）と南プラオサン寺院（チャンディ・プラオサン・キドゥル、尼: Candi Plaosan Kidul〈Kidul はジャワ語で「南」の意 〉）の2つの主要寺院があり、小祠堂や紡錘形を持つ仏塔（ストゥーパ）などが配列されている。
モランガン寺院（チャンディ・モランガン、尼: Candi Morangan）
ヒンドゥー教寺院。ジョグジャカルタより約24キロメートルの距離にある。9-10世紀のものとされるこの寺院遺跡は、現在深さ2.5メートルにあり、1884年に発見された当初は、ムラピ山の火山活動の影響により半ば埋没していた。

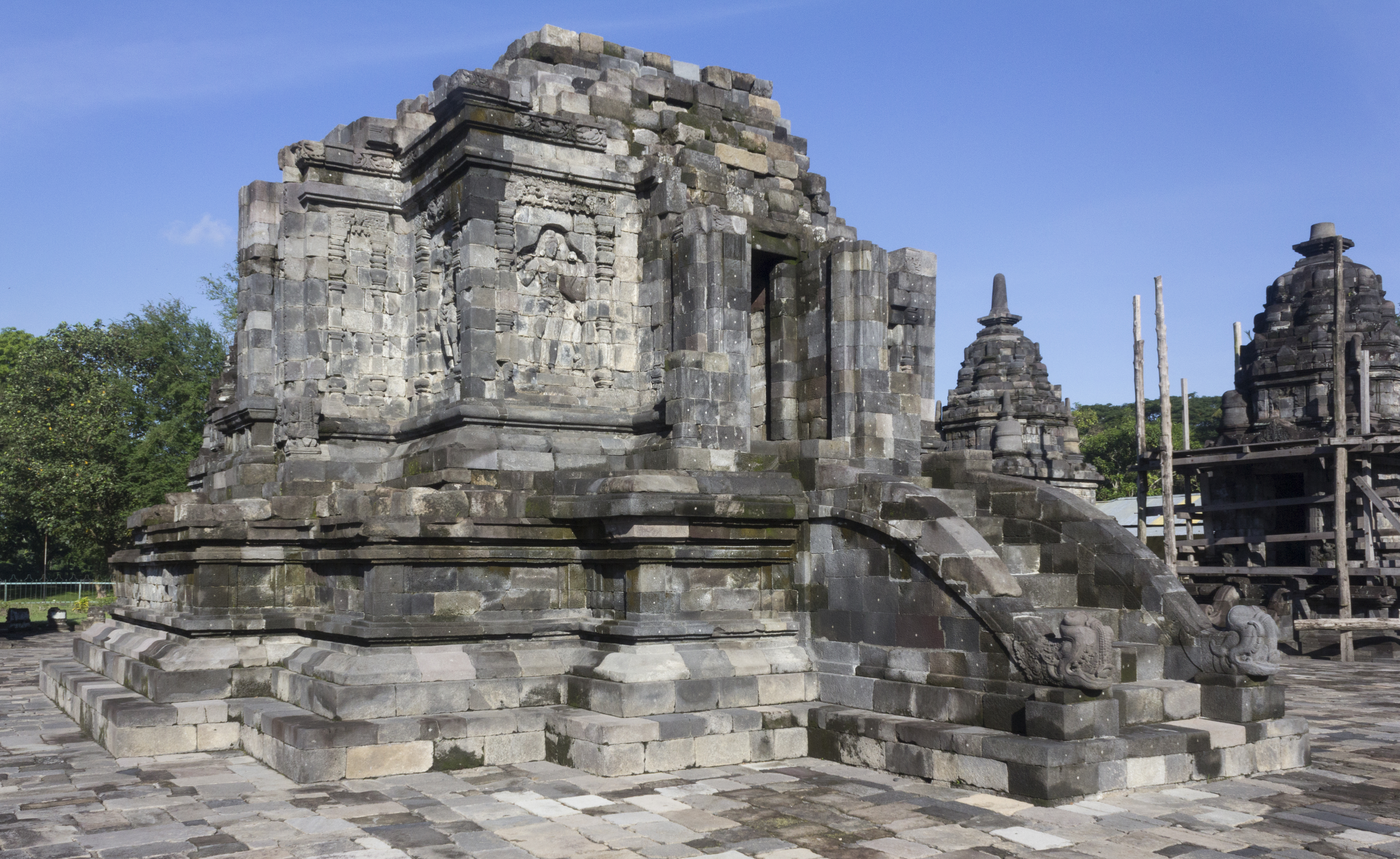
ルンブン寺院の主祠堂
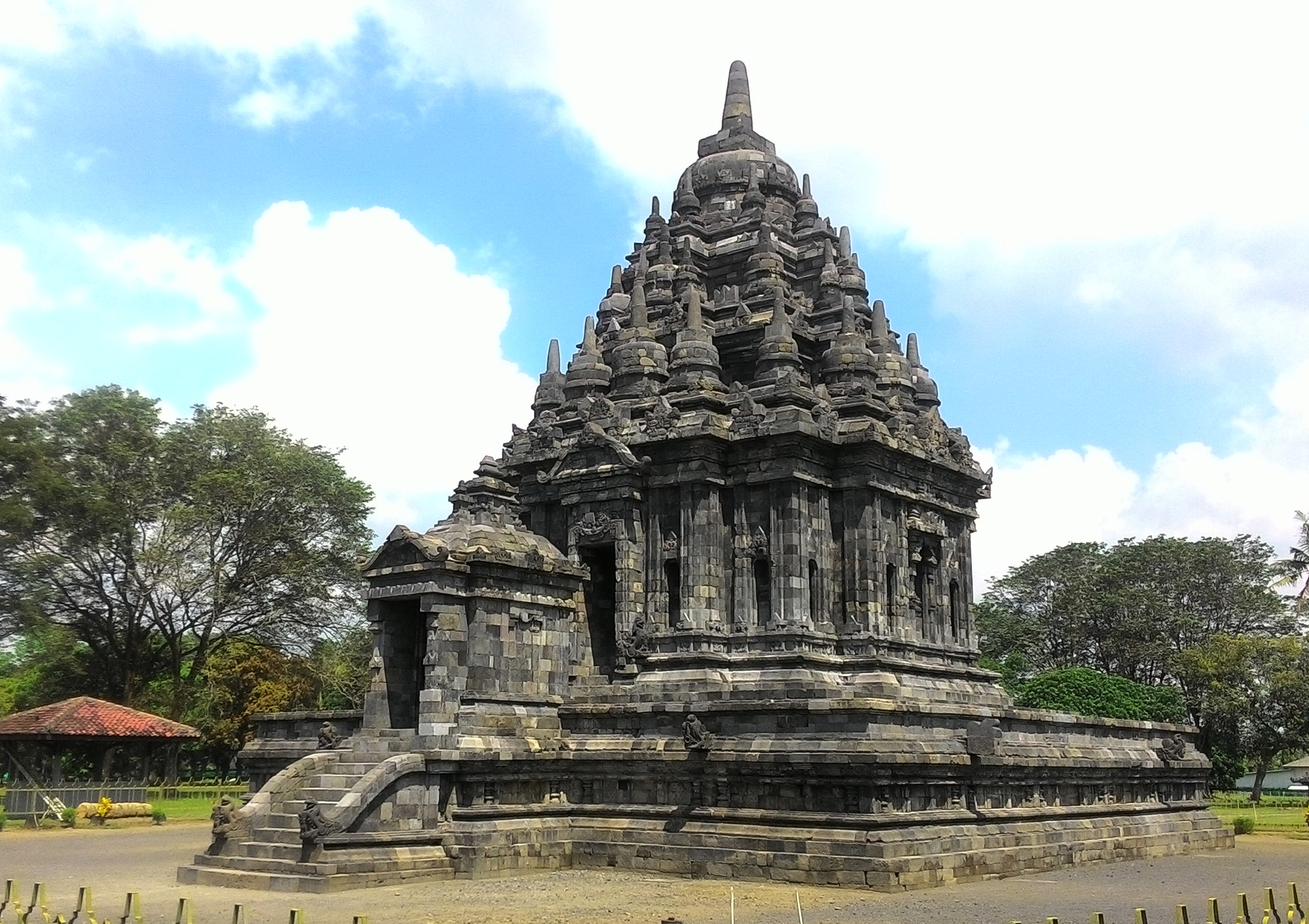
修復されたブブラ寺院
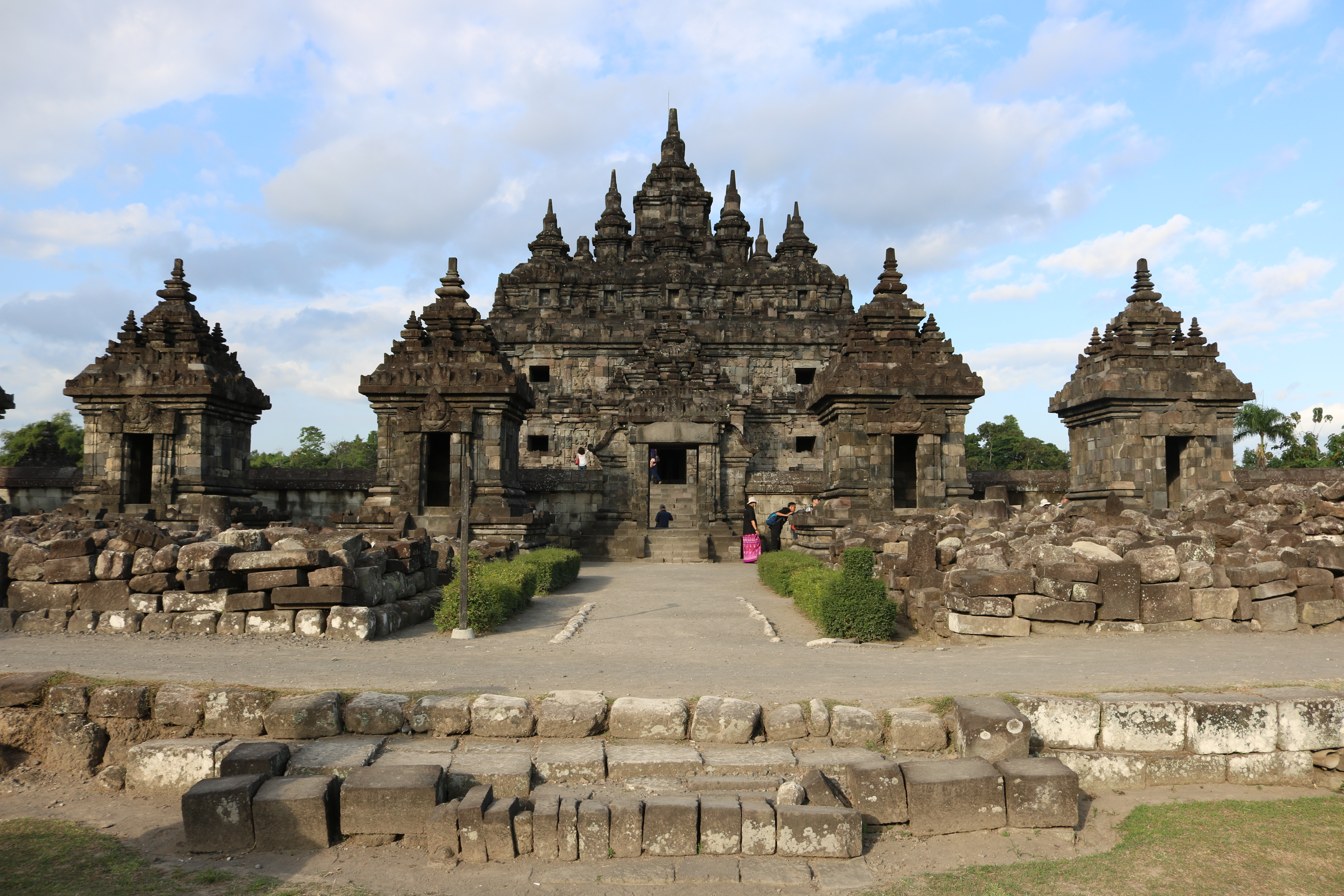
北プラオサン寺院
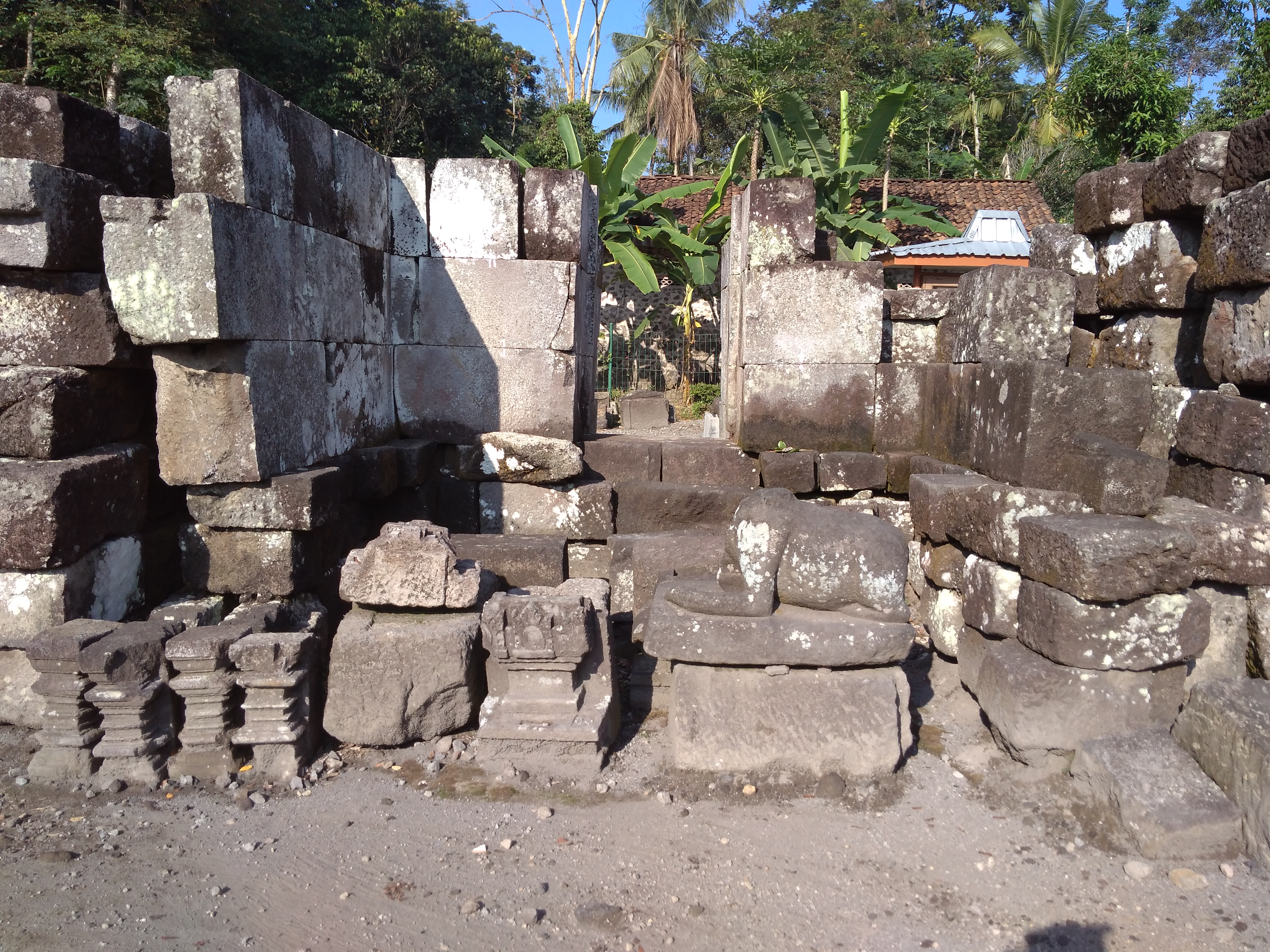
モランガン寺院の遺構

### プランバナン南側

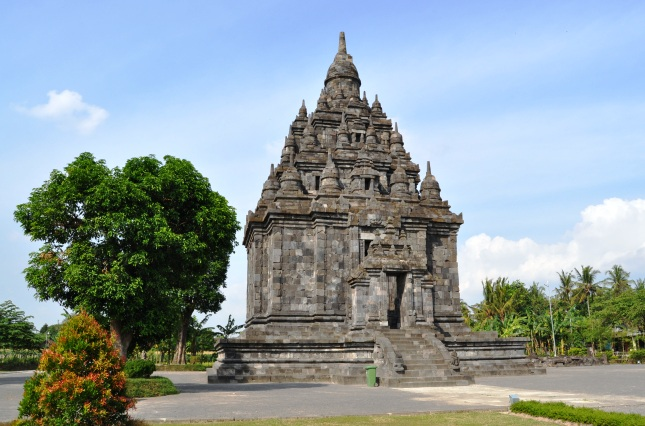
サジワン寺院の主祠堂

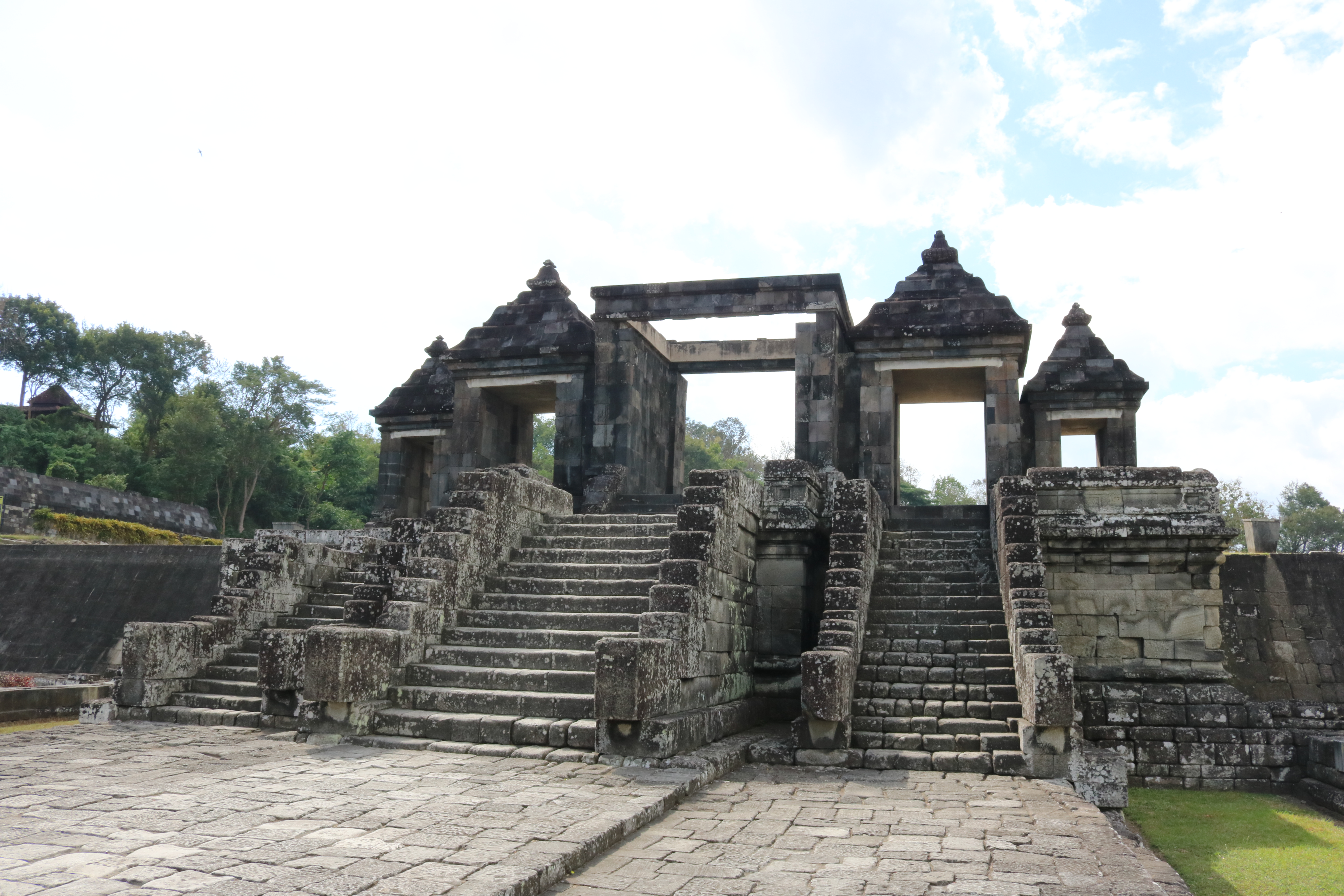
ラトゥボコ遺跡の楼門

サジワン寺院（チャンディ・サジワン、尼: Candi Sojiwan）
仏教寺院。プランバナン寺院の南（南東）約2キロメートルに位置する。基壇には物語として教えを説く浮彫りや動物寓話で装飾されている。サジワン寺院の名は、王ラカイ・ピカタンの妻ラクリヤン・サンジワナ（Rjakriyan Sanjiwana〈別名プラモーダワルダニー〉）に由来すると伝えられる。
サジワン寺院の南約80メートルにあるカロンガン寺院（チャンディ・カロンガン、尼: Candi Kalongan）は、サジワンと南北一対の複合体をなしていた。
ラトゥボコ（尼: Ratu Boko〈Ratu Baka〉）
凝灰岩質の丘陵。遺跡公園の南約2キロメートルにある。丘の上には8-9世紀頃に建立されたと考えられる王宮（クラトン）があったとされ、楼門、プンドポ（尼: Pendopo）、城壁、堀のほか、小祠堂、沐浴場などのラトゥボコ遺跡が認められる。
バニュニボ寺院（チャンディ・バニュニボ、尼: Candi Banyunibo）
仏教寺院。バロン寺院より約200メートルの距離にある。屋蓋の上部に仏塔を持つ主祠堂が復元されている。
バロン寺院（チャンディ・バロン、尼: Candi Barong）
ヒンドゥー教寺院。丘陵の斜面に位置する。碑文の解釈により9世紀に建立されたものと考えられている。段丘状の3段の寺苑がある。
イジョ寺院（チャンディ・イジョ、尼: Candi Ijo）
ヒンドゥー教寺院。ラトゥボコ遺跡の南側の丘に位置する。10-11世紀に建立されたと考えられ、修復された主祠堂内にヨニが残存する。
これらラトゥボコ周辺の寺院遺跡よりさらに南側の村ジョゴティルトに位置する丘の上に、ヒンドゥー教寺院のアバン寺院（チャンディ・アバン、尼: Candi Abang）の赤煉瓦による遺構が認められる。

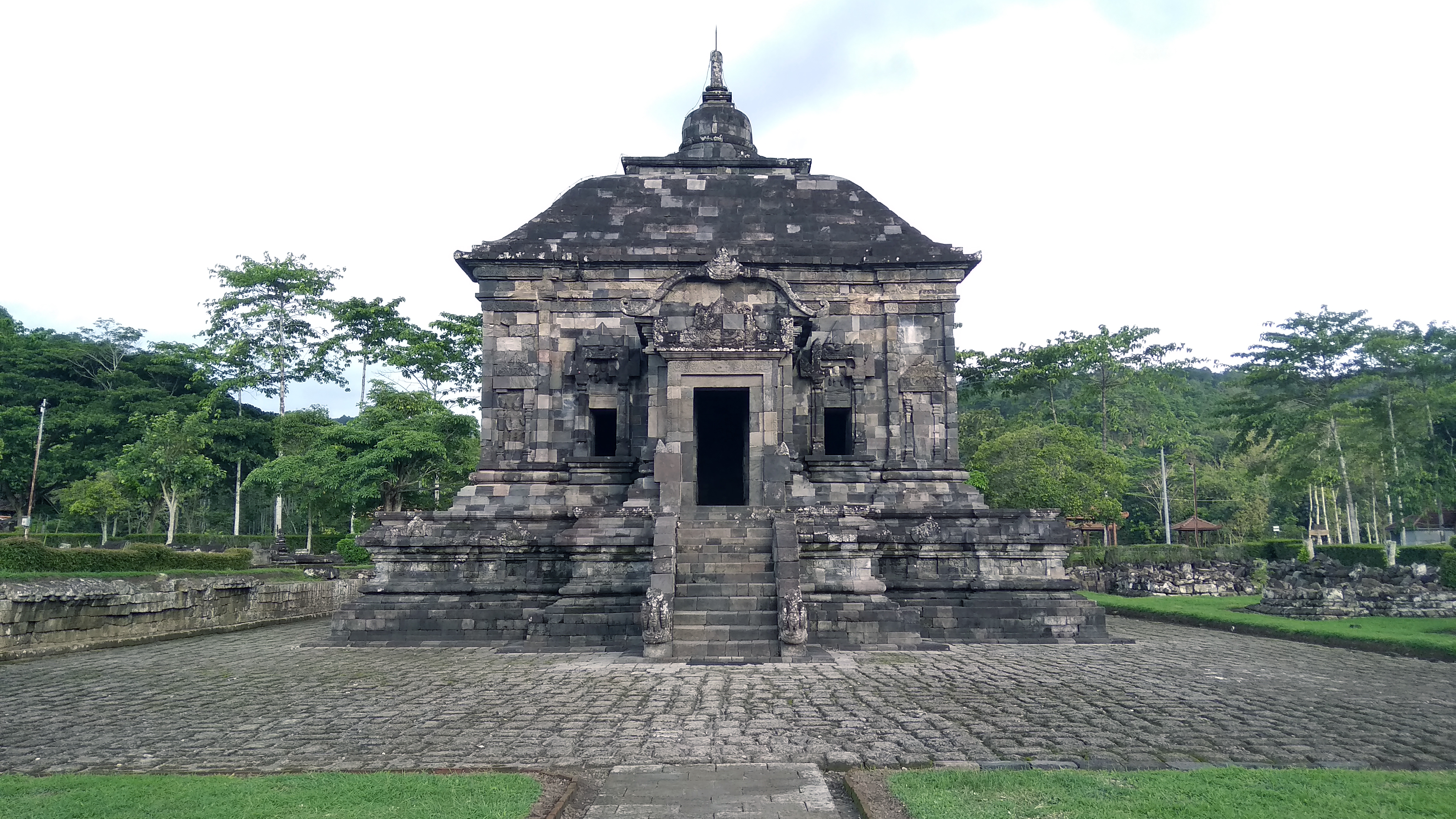
バニュニボ寺院の主祠堂
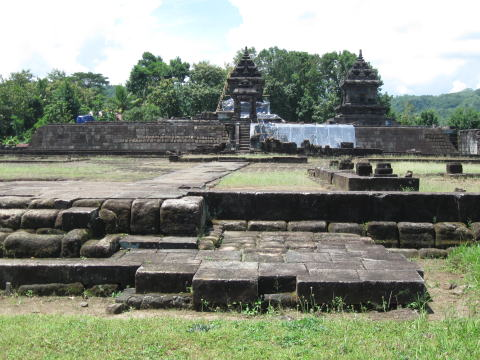
バロン寺院
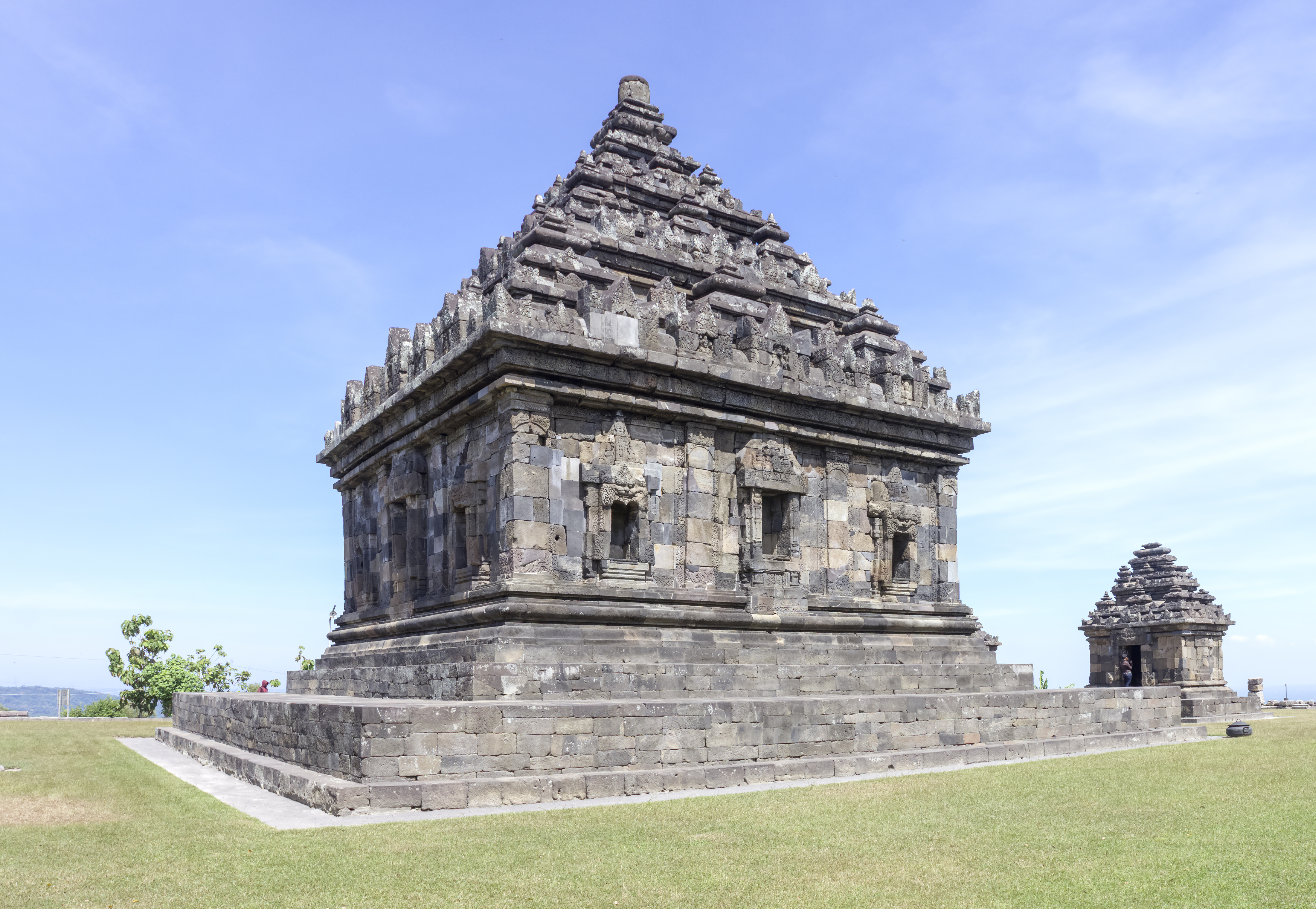
イジョ寺院の主祠堂
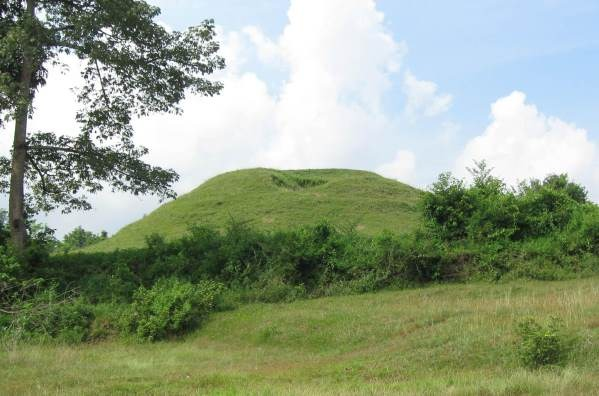
アバン寺院の丘

### プランバナン西側

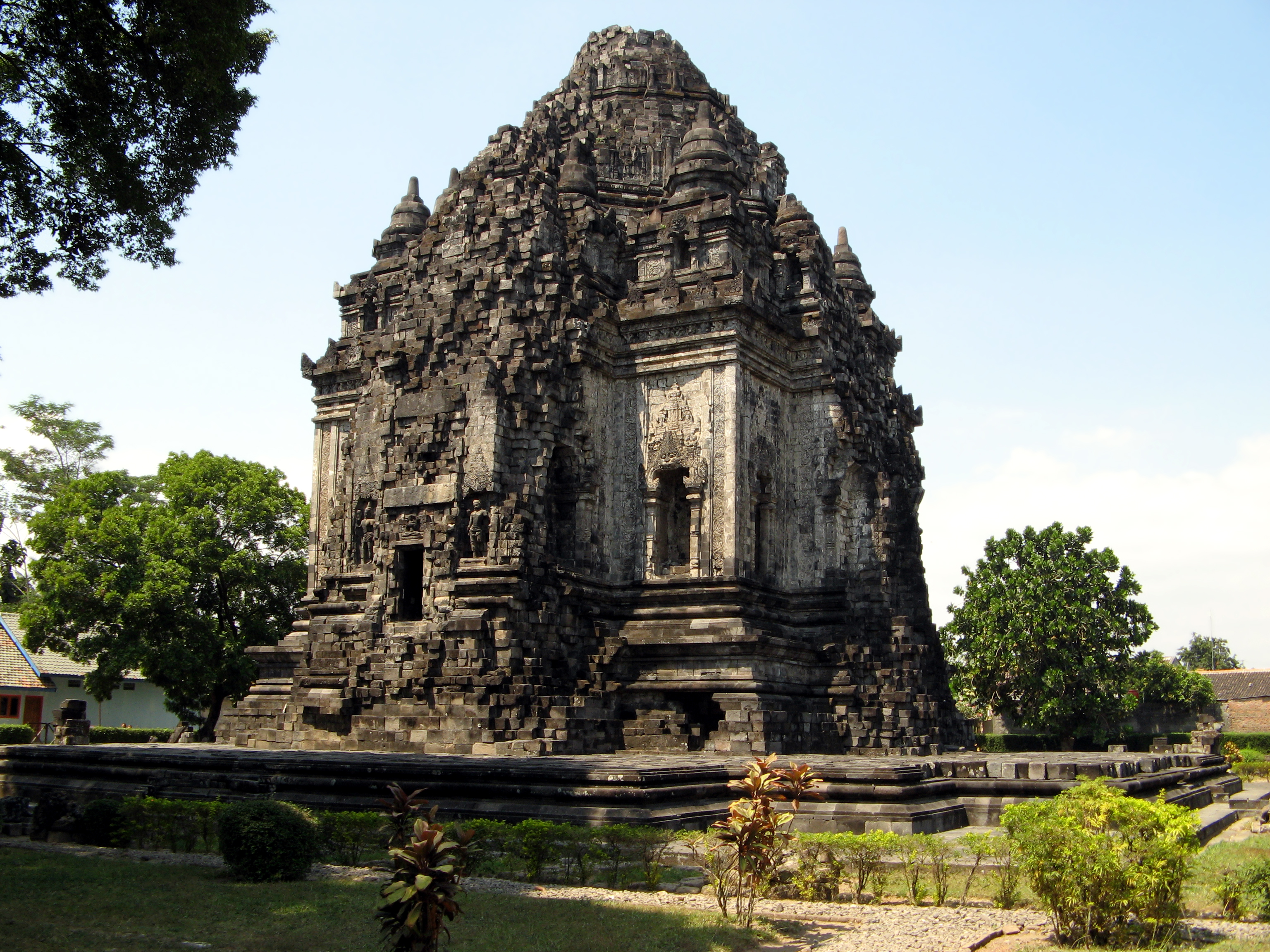
カラサン寺院

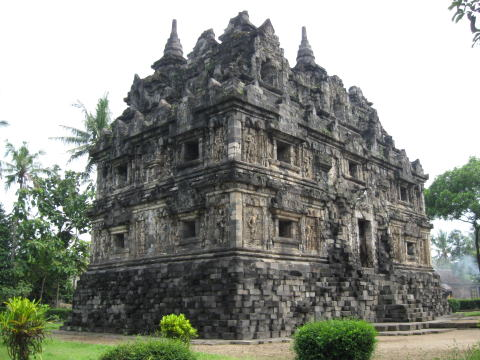
サリ寺院

カラサン寺院（チャンディ・カラサン、尼: Candi Kalasan）
仏教寺院。プランバナン寺院の南西約2キロメートルに位置する。この村で発見されたカラサン碑文により、778年にシャイレーンドラ朝と古マタラム王国（サンジャヤ王統）の両王家により建立されたことが知られる。現在に見られる祠堂は9世紀中頃に増築されたもので、精細に彫られた鬼面カーラなどの浮彫りにより装飾されている。
サリ寺院（チャンディ・サリ、尼: Candi Sari）
仏教寺院。カラサン寺院のすぐ北側に位置する。カラサン寺院と同じく8世紀の王ラカイ・パナンカランの時代に建立されたと考えられる。僧院（僧房、または経蔵）であったとされるほか、仏像を礼拝するためにあったともいわれる。上部に仏塔（ストゥーパ）飾りが3列に並び、その下に各3室が並ぶ2段の階層がある。
クドゥラン寺院（チャンディ・クドゥラン、尼: Candi Kedulan）
ヒンドゥー教寺院。カラサン寺院の約3キロメートルに位置する。1993年に砂鉱夫によって地下4メートルより発見された。主祠堂の基部が認められるが、いまだ副次的な祠堂などは完全に発掘されていない。
サンビサリ寺院（チャンディ・サンビサリ、尼: Candi Sambisari）
ヒンドゥー教寺院。プランバナン寺院遺跡公園の南西約10キロメートル、ジョグジャカルタの東12キロメートルに位置する。9世紀前半とされる寺院。1966年に発見された当初、寺院は地下6.5メートルに埋没していた。主祠堂内にはリンガとヨニがあり、その外壁にはドゥルガー、ガネーシャ、アガスティヤの像が見られる。
ゲバン寺院（チャンディ・ゲバン、尼: Candi Gebang）
ヒンドゥー教寺院。ジョグジャカルタ郊外約11キロメートルに位置する。1936年に寺院の一部であったガネーシャ像が発見され、1937-1939年に寺院の発掘と修復がなされた。寺院構造により730-800年に構築されたと考えられる。ガネーシャ像のほか、屋蓋部分に特徴的な装飾が認められる。
キンプラン寺院（チャンディ・キンプラン、尼: Candi Kimpulan）
ヒンドゥー教寺院。ジョグジャカルタにあるインドネシア・イスラム大学中央図書館の敷地内に位置する。2009年に地下2.1メートルより発見され、主祠堂と副祠堂の基部などが発掘されている。

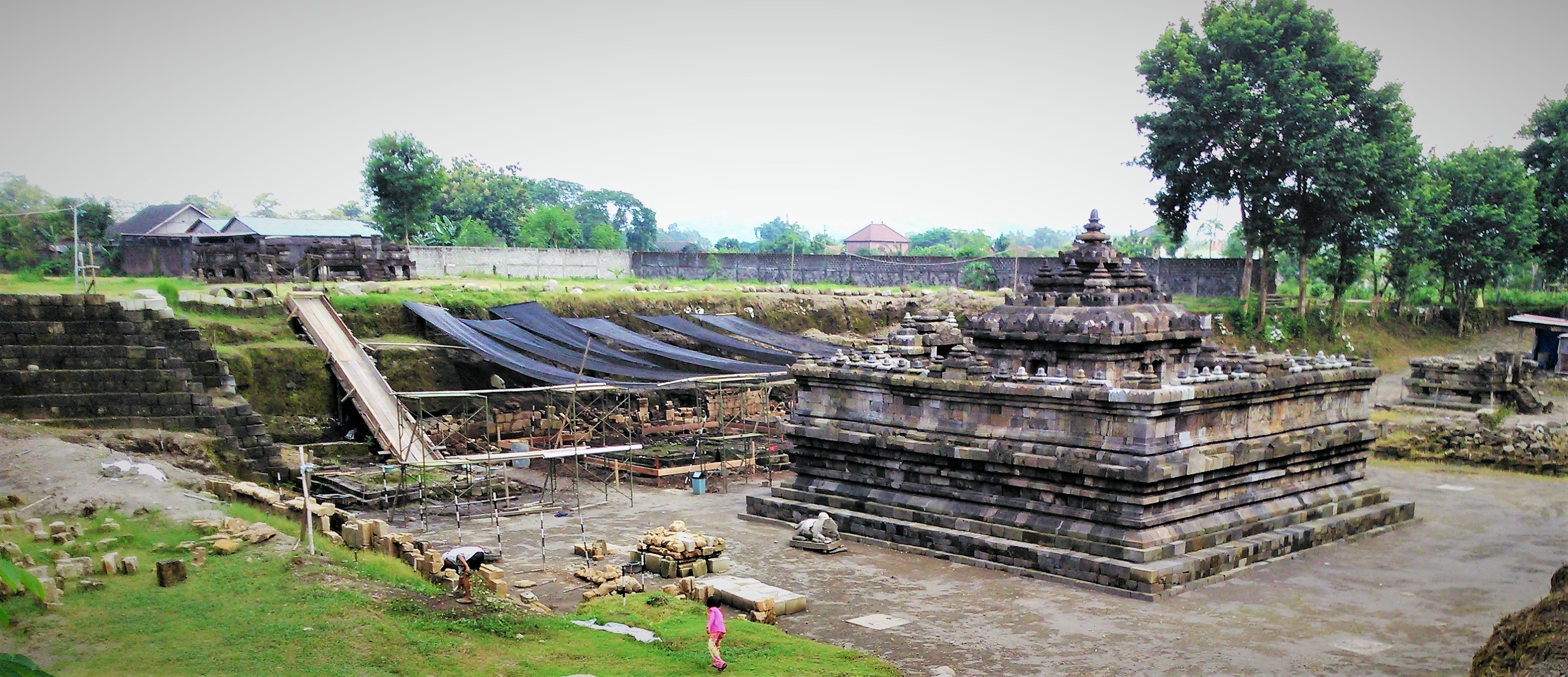
クドゥラン寺院
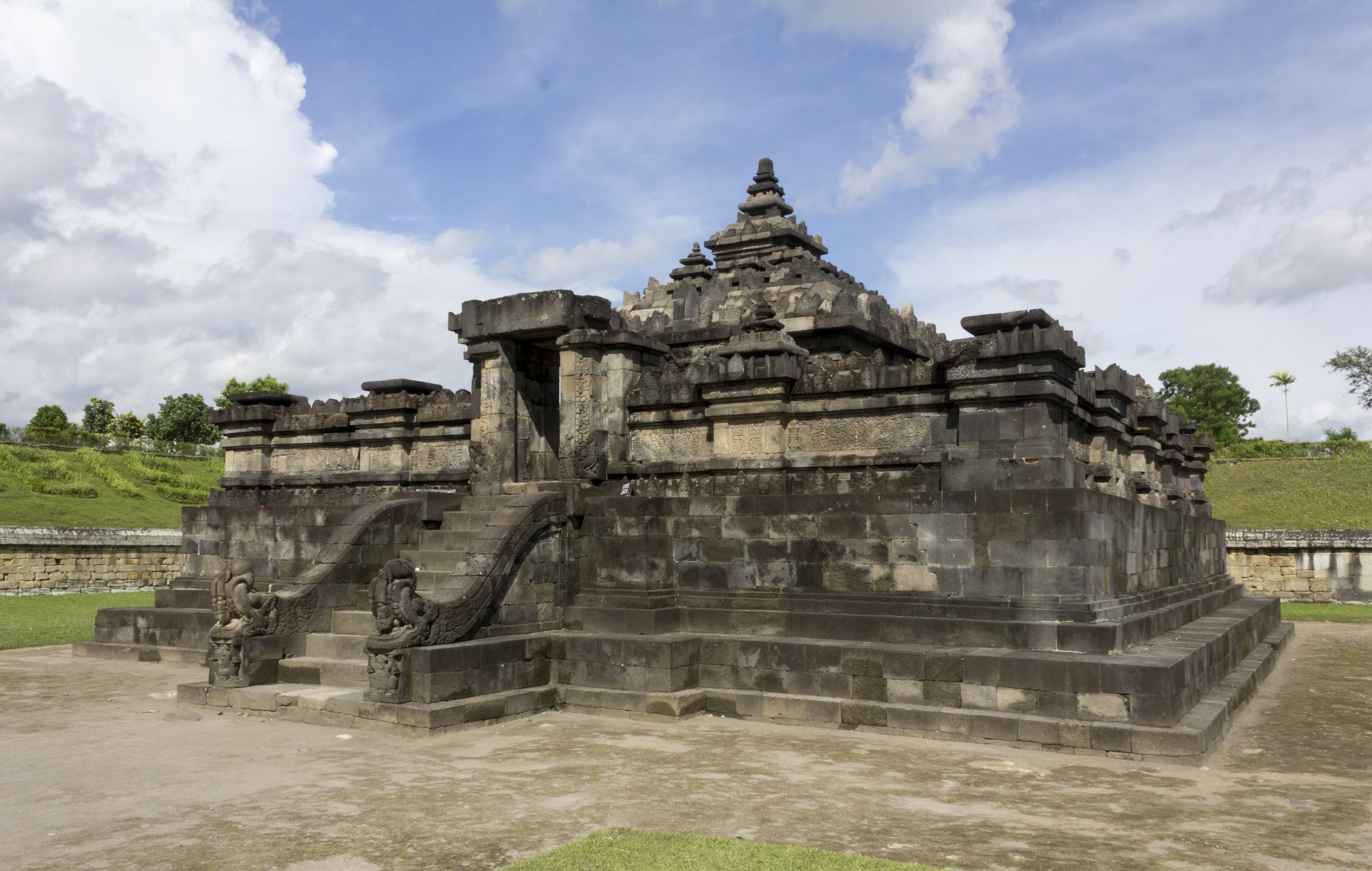
サンビサリ寺院の主祠堂
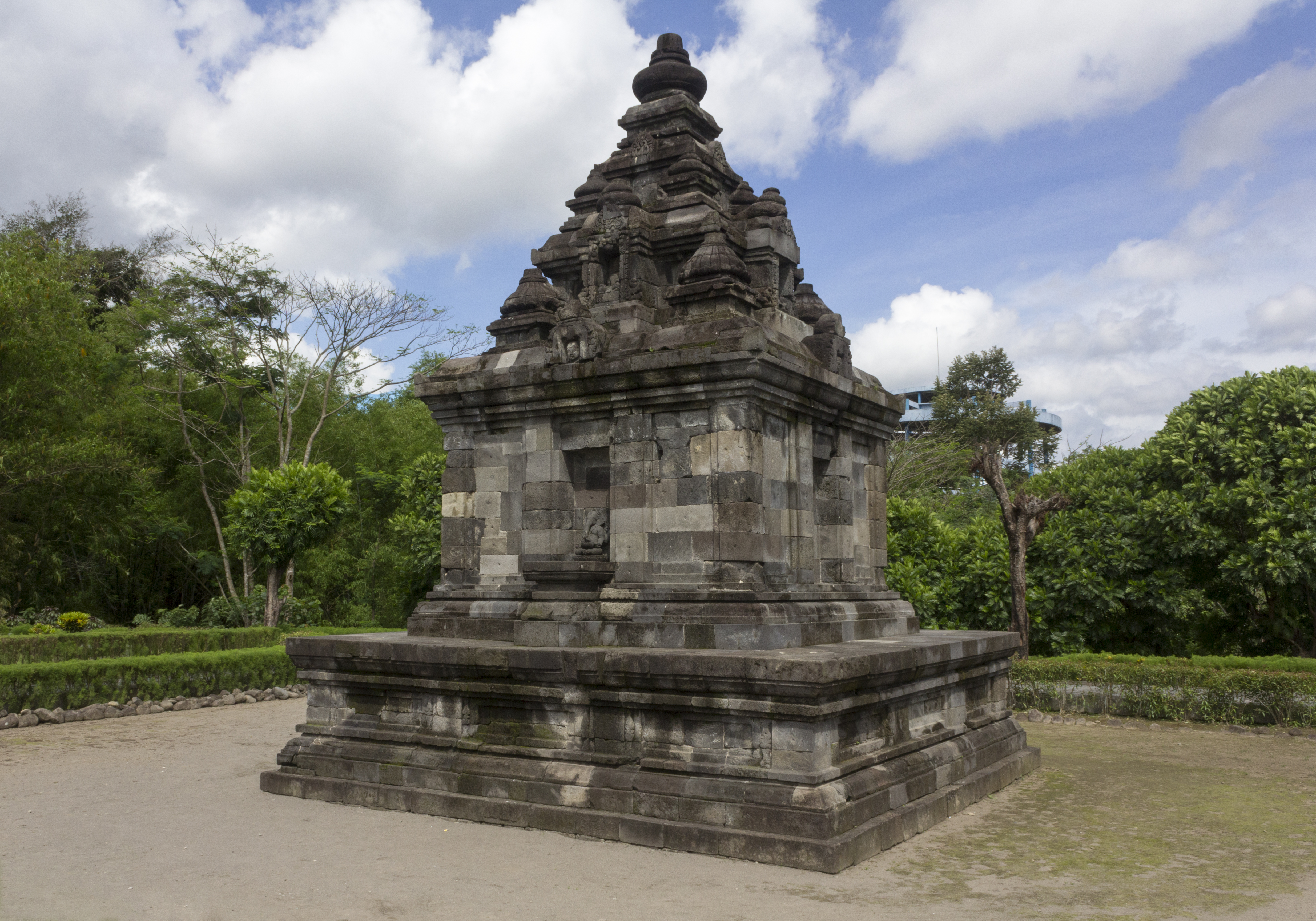
ゲバン寺院
キンプラン寺院の発掘 （2010年2月）

## 登録基準
この世界遺産は世界遺産登録基準のうち、以下の条件を満たし、登録された（以下の基準は世界遺産センター公表の登録基準からの翻訳、引用である）。
- (1) 人類の創造的才能を表現する傑作。
- (4) 人類の歴史上重要な時代を例証する建築様式、建築物群、技術の集積または景観の優れた例。